# Biserica evanghelică maghiară din Copșa Mică

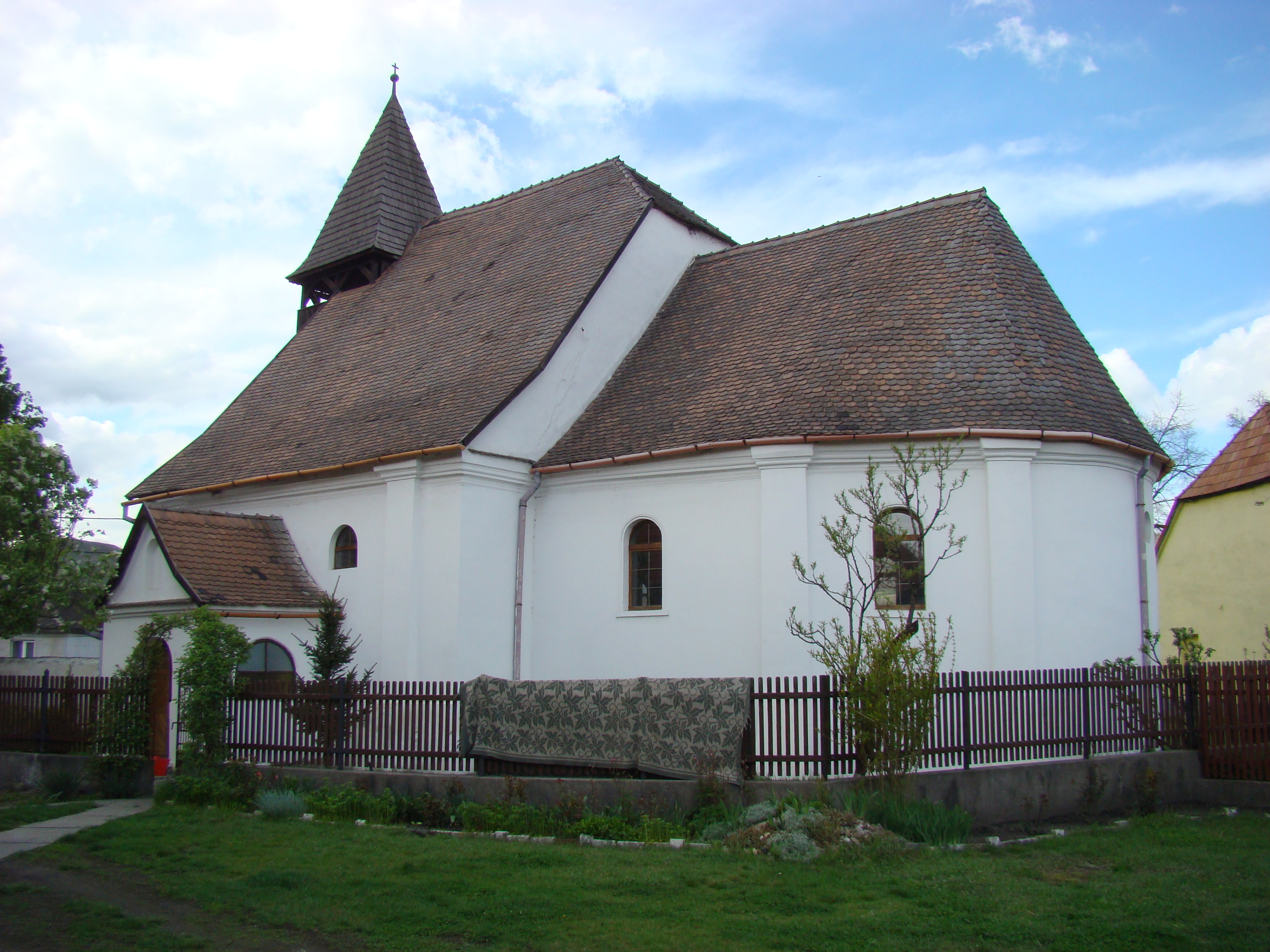
Biserica evanghelică maghiară din Copșa Mică (foto: aprilie 2014)

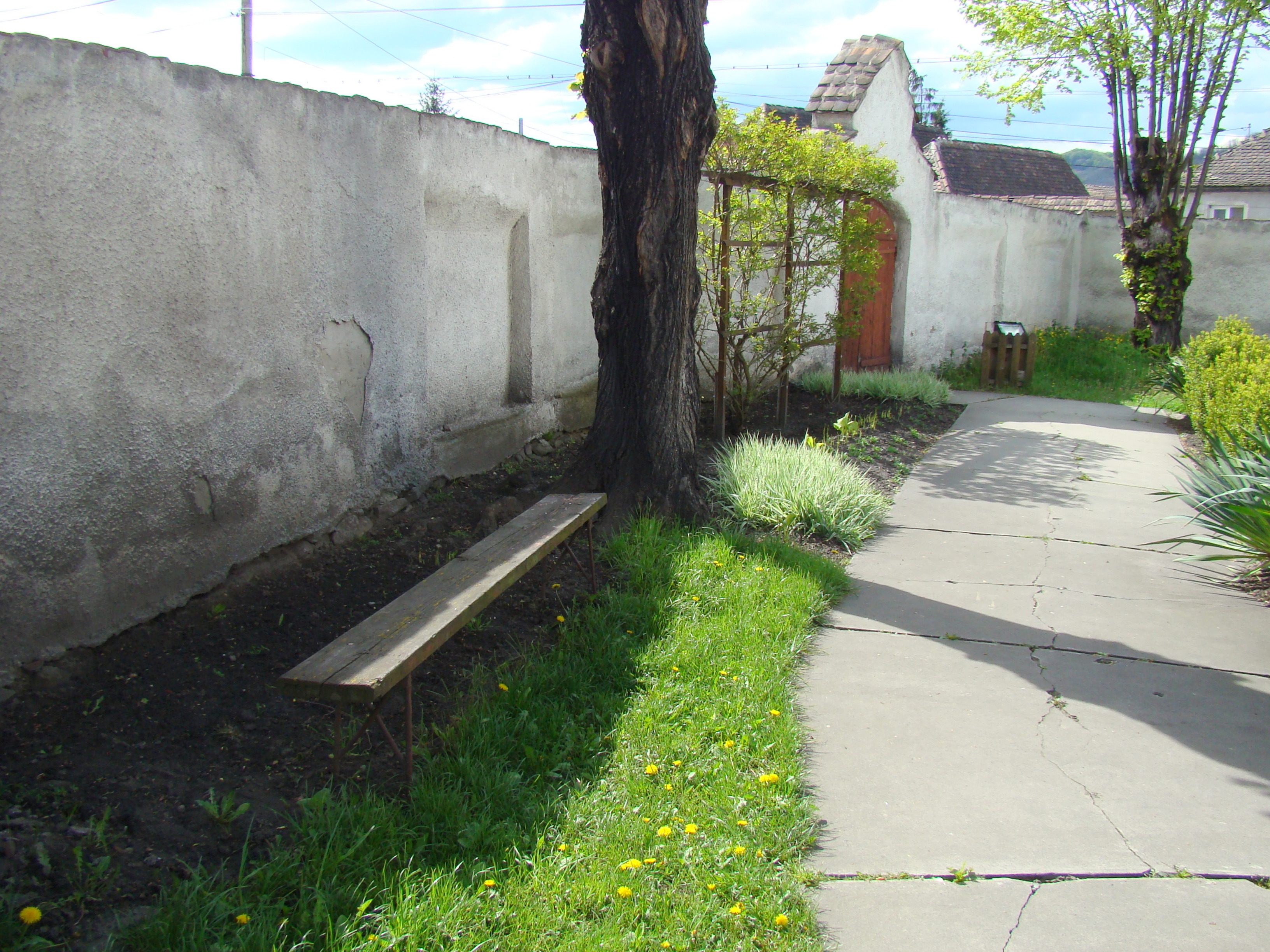
O parte din zidul de incintă

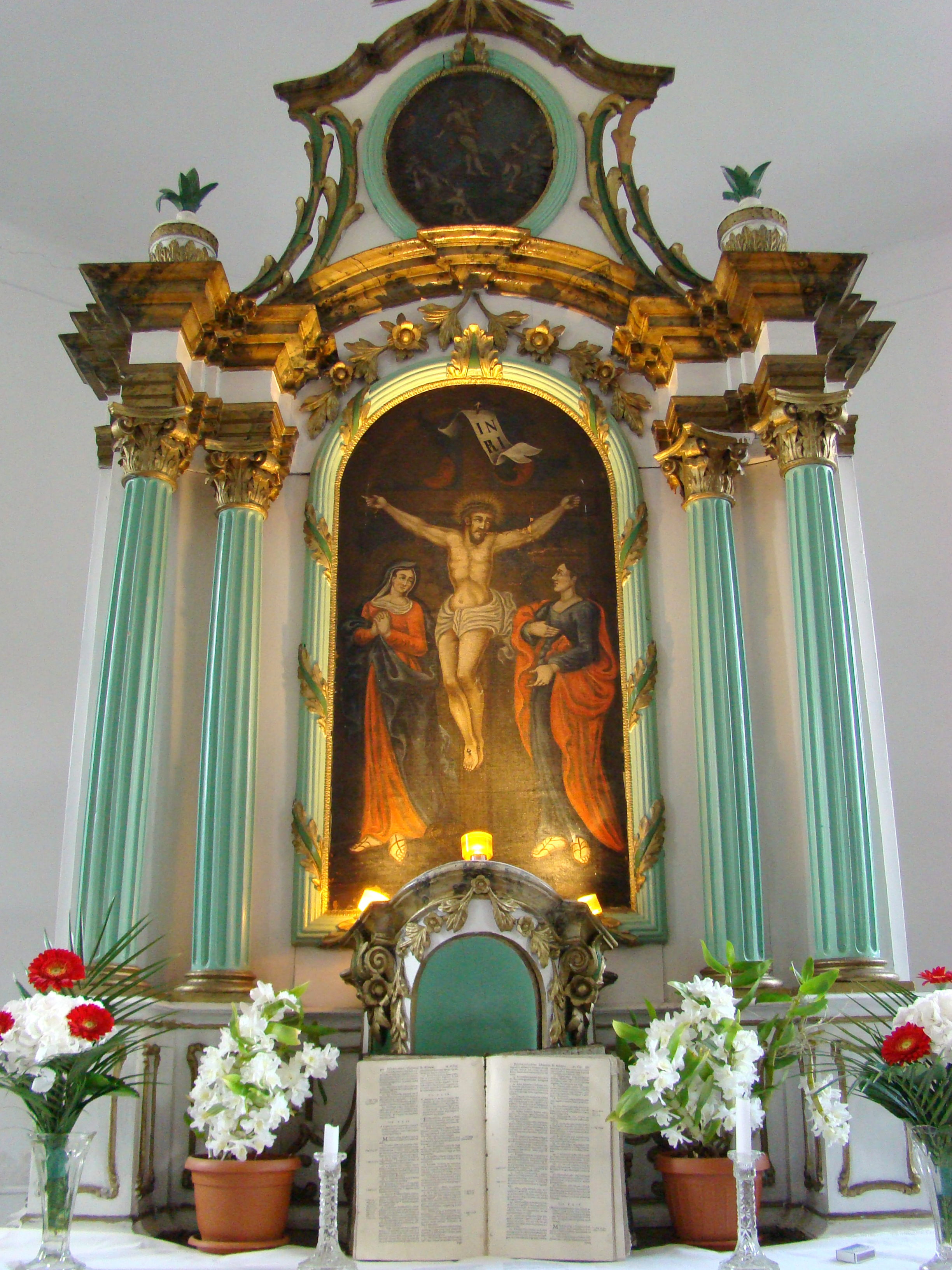
Altarul baroc

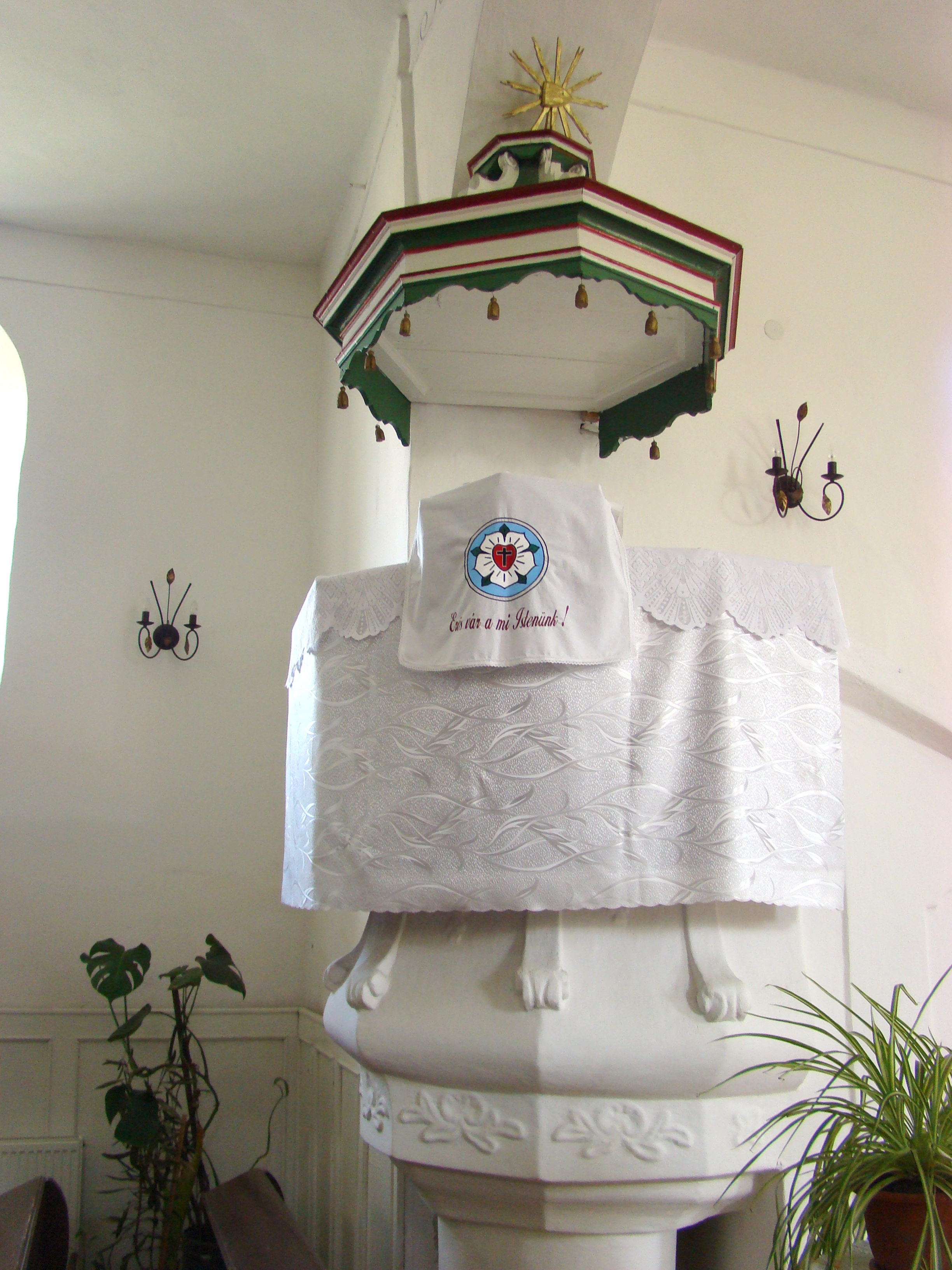
Amvonul

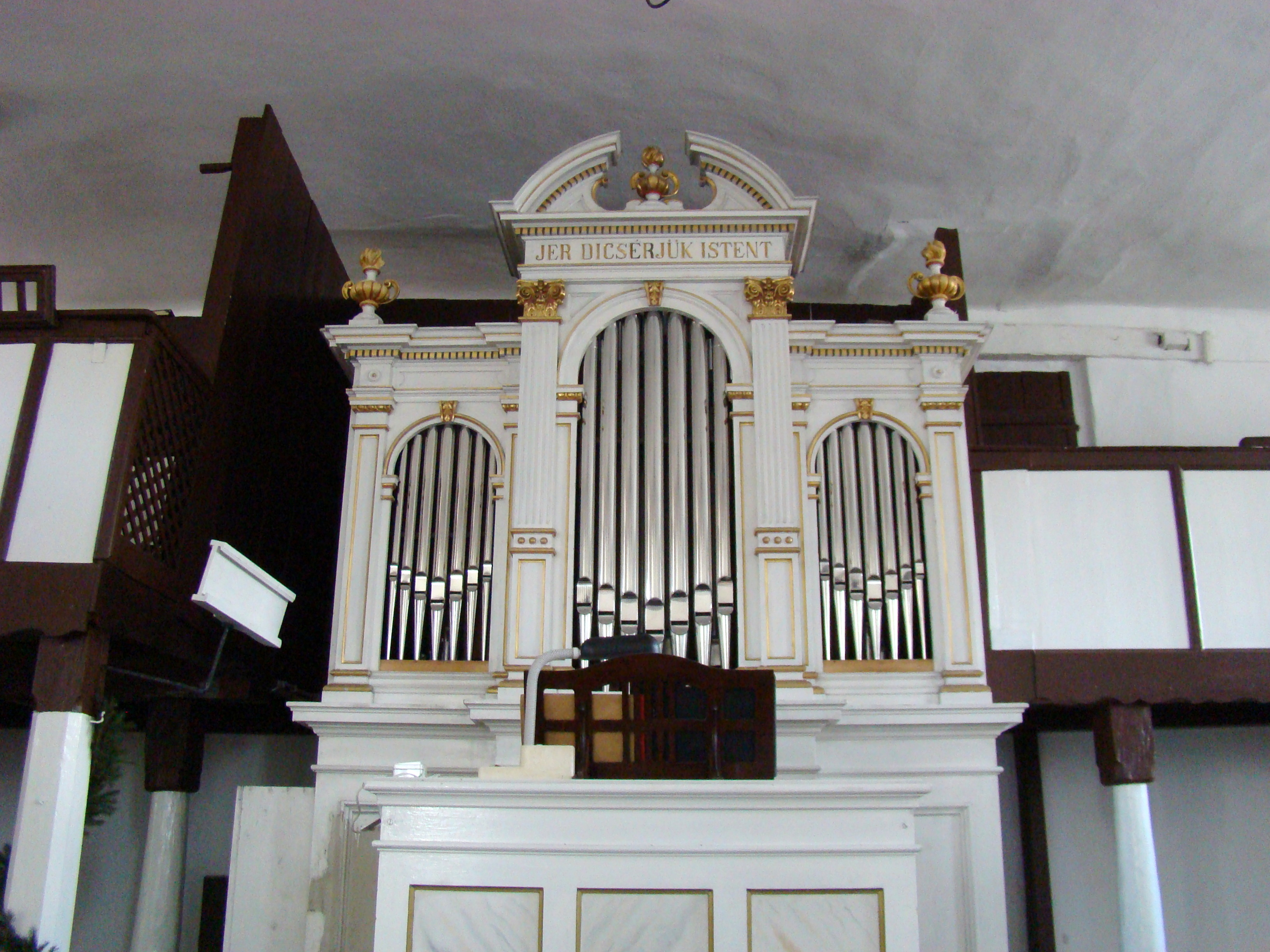
Orga

Biserica evanghelică maghiară din Copșa Mică, județul Sibiu, a fost construită în secolul al XIII-lea ca biserică romano-catolică. Lăcașul figurează pe lista monumentelor istorice din 2010, cod LMI SB-II-a-A-12366, cu următoarele obiective:
- cod LMI SB-II-m-A-12366.01 - Biserica evanghelică, secolul al XIII-lea, modificată în secolul al XVIII-lea;
- cod LMI SB-II-m-A-12582.02 - Zid de incintă, secolele XV-XVIII;

## Istoric
În anul 1415 este atestat preotul catolic Nicolaus de Kopps Minor. Ulterior localitatea apare menționată în anul 1429 sub denumirea de Kys Kappwss etc.
Satele din jurul Copșei – Frâua (Frauendorf), Proștea (Probstdorf), Proștița (Kleinprobstdorf) și Vorumloc – aparțineau Pământul Crăiesc (Fundus Regius) organizat administrativ în scaunul Mediașului. În secolul al XIV-lea acest scaun obține autonomie în cadrul regatului Ungariei, autonomie întărită de regele Matia Corvin în 1476. Privilegiile acordate populației săsești s-au extins și asupra celor maghiari din Copșa Mică. Documentele vremii atestă că aici nu au existat țărani aserviți, ci liberi. Această libertate trebuia răsplătită prin asigurarea pazei drumului comercial dintre Alba Iulia-Dumbrăveni-Sighișoara, care era o arteră principală din centrul Transilvaniei.
În anul 1415 în Copșa Mică exista parohia și biserica romano-catolică. În secolul al XVII-lea reforma protestantă promovată de principii ardeleni a produs schimbarea confesiunii locuitorilor, majoritatea devenind luterani. Influența sașilor din zonă a determinat îmbrățișarea Confesiunii de la Augsburg.
În anii 1760, după intrarea Principatului Transilvaniei în componența Monarhiei Habsburgice, mulți luterani maghiari din Copșa Mică s-au întors la credința catolică, iar în 1772 au încercat să obțină vechea biserică, pe care o foloseau în comun cu luteranii. Din cauza acestui conflict s-a format un comitet mixt care a decis în 1773 înapoierea bisericii medievale luteranilor. Catolicii și-au construit o nouă biserică în anul 1779, Biserica romano-catolică din Copșa Mică, de asemenea monument istoric.

### Biserica
Biserica medievală din Copșa Mică a fost construită în secolul al XIII-lea în stil romanic și este cuprinsă în actuala biserică luterană. Din vechiul lăcaș de cult se mai păstrează fațada de vest, cu un mic turn clopotniță, prevăzut cu un drum de strajă. Pe fațada vestică se mai disting elemente decorative specifice stilului romanic, numite lesene, care sunt formate din pilaștri înguști și subțiri, fără capitel și bază. Biserica este înconjurată de o incintă de dimensiuni modeste. În interiorul lăcașului se remarcă altarul baroc, orga cu decorațiuni clasiciste, precum și tribunele simple.

## Imagini din exterior

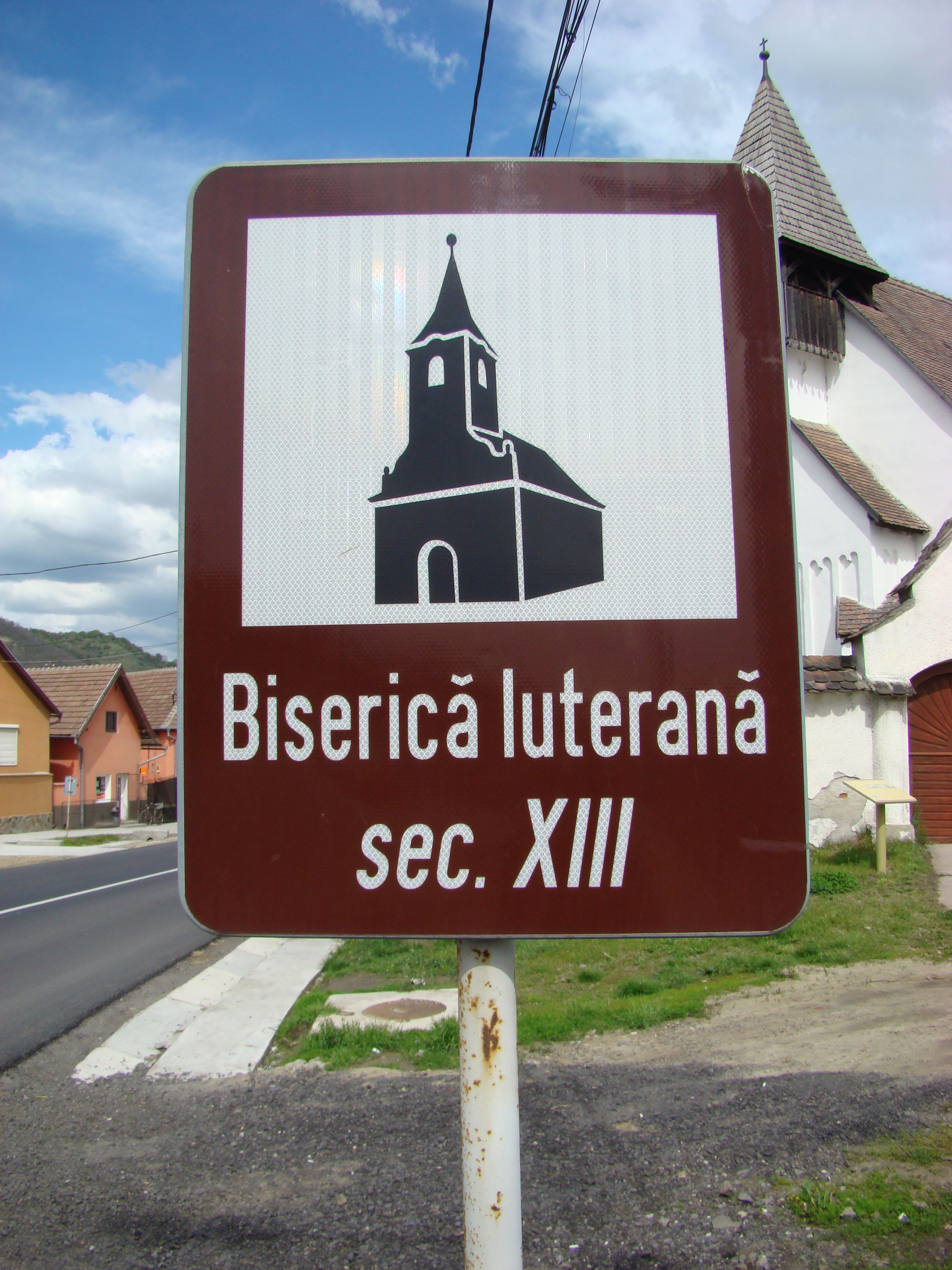
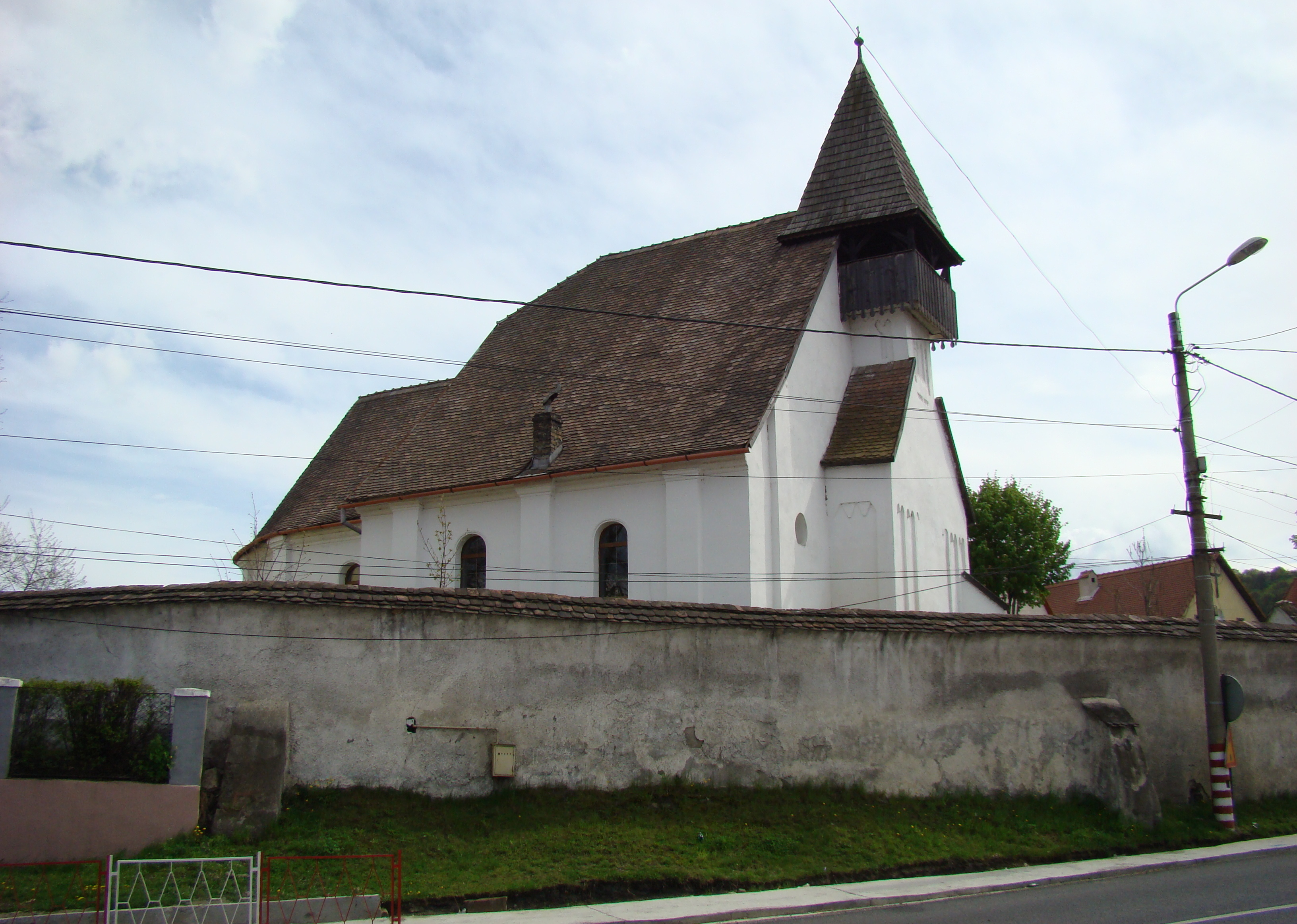
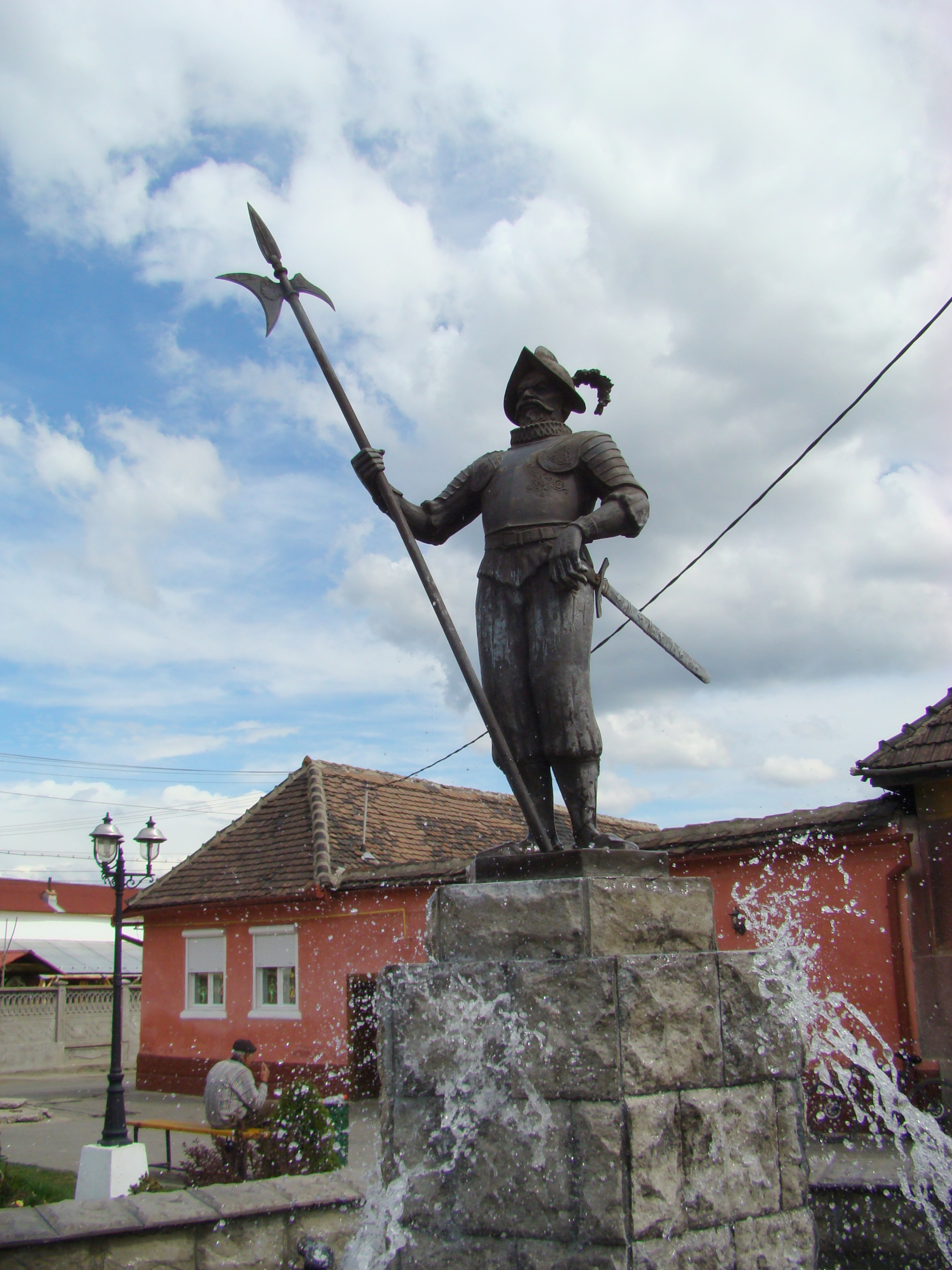
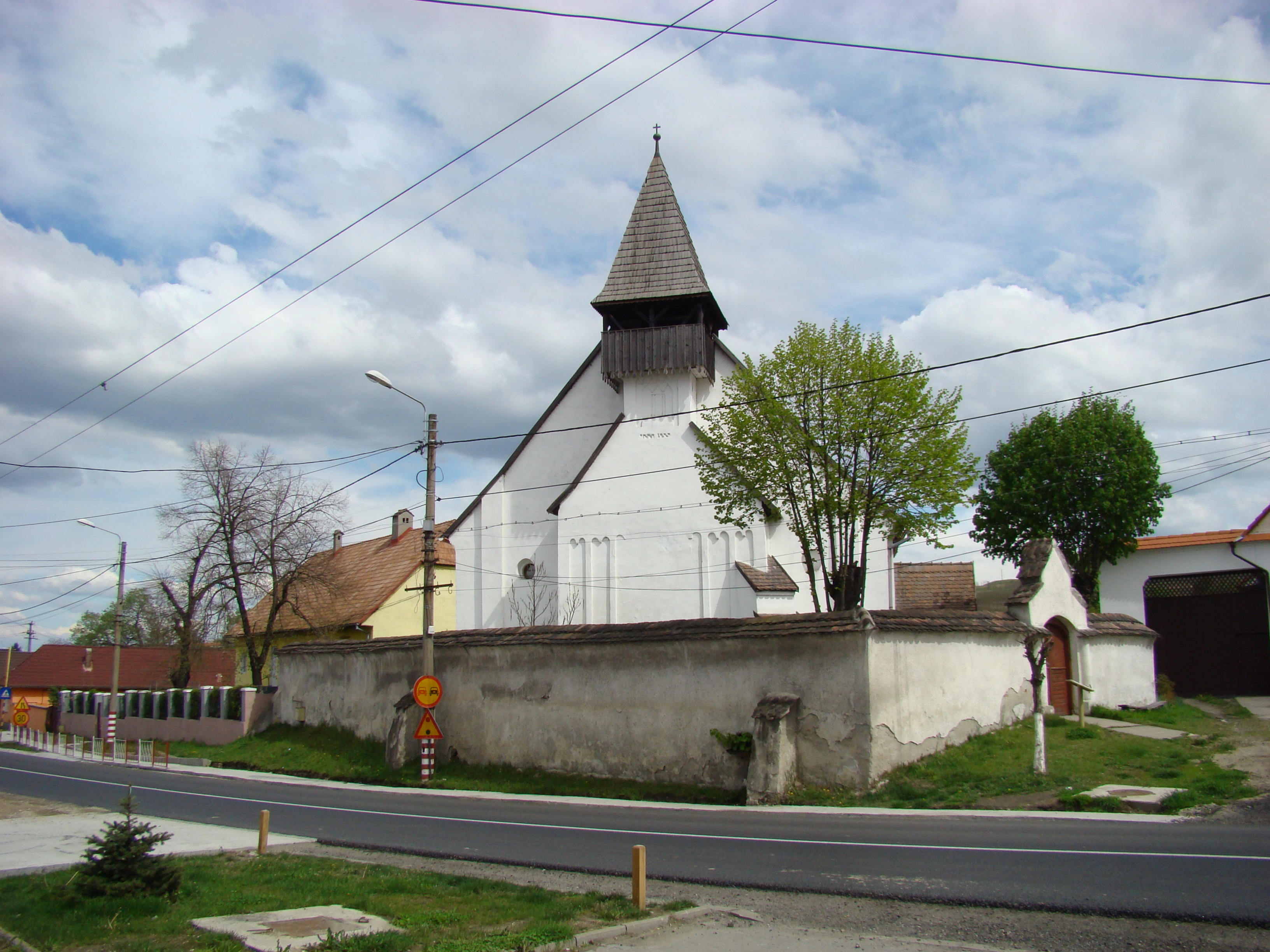
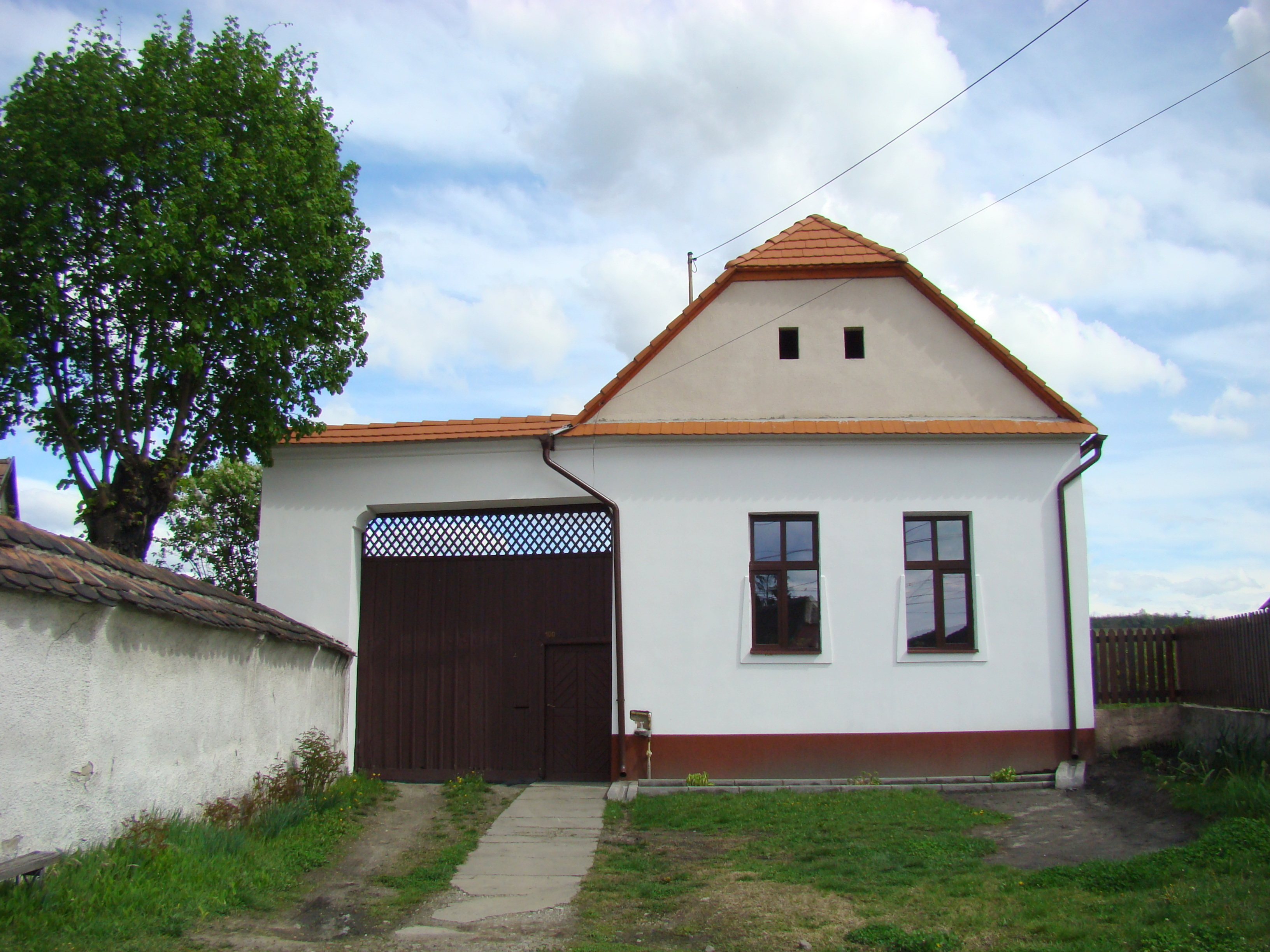
Casa parohială evanghelică
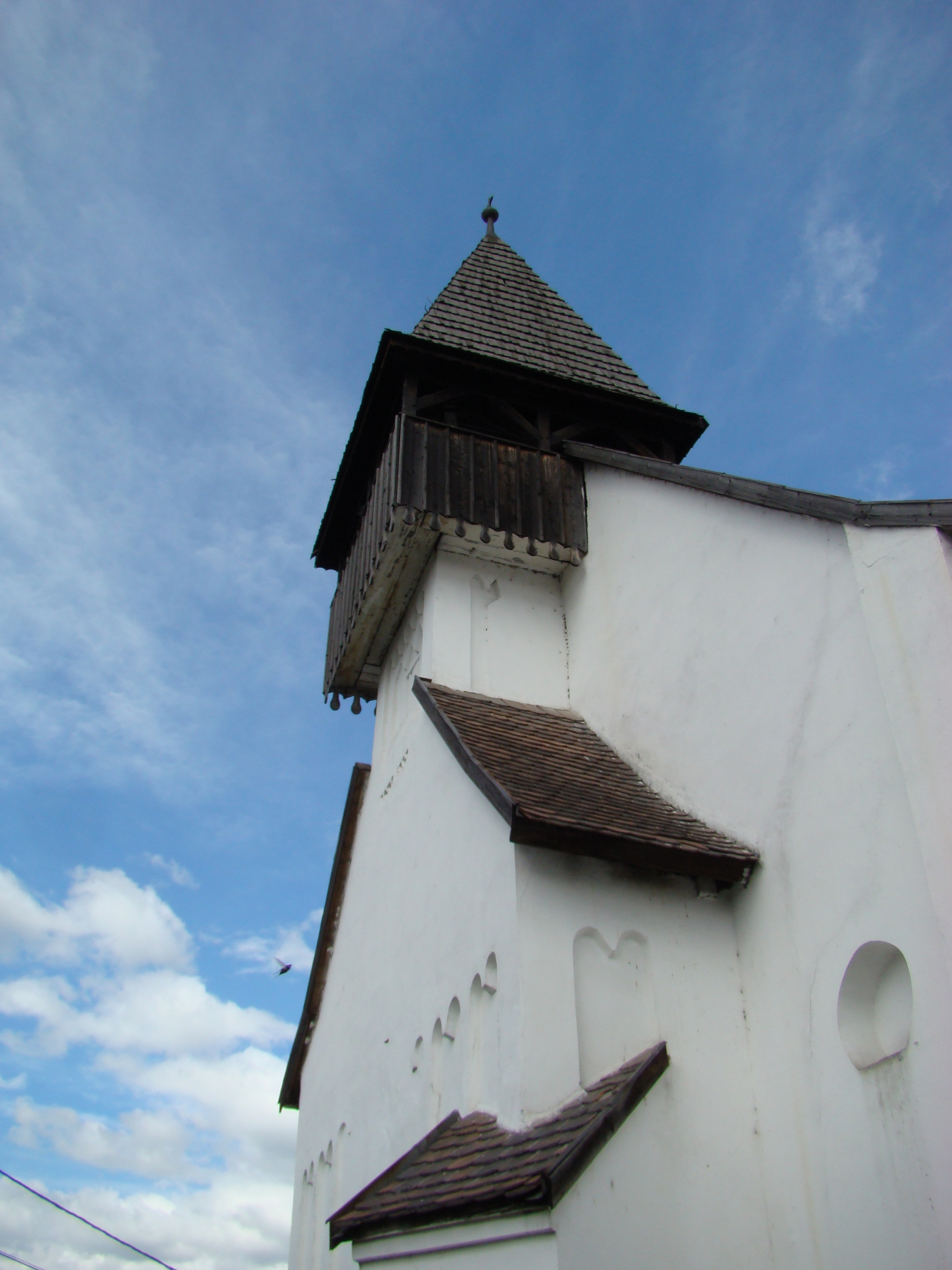
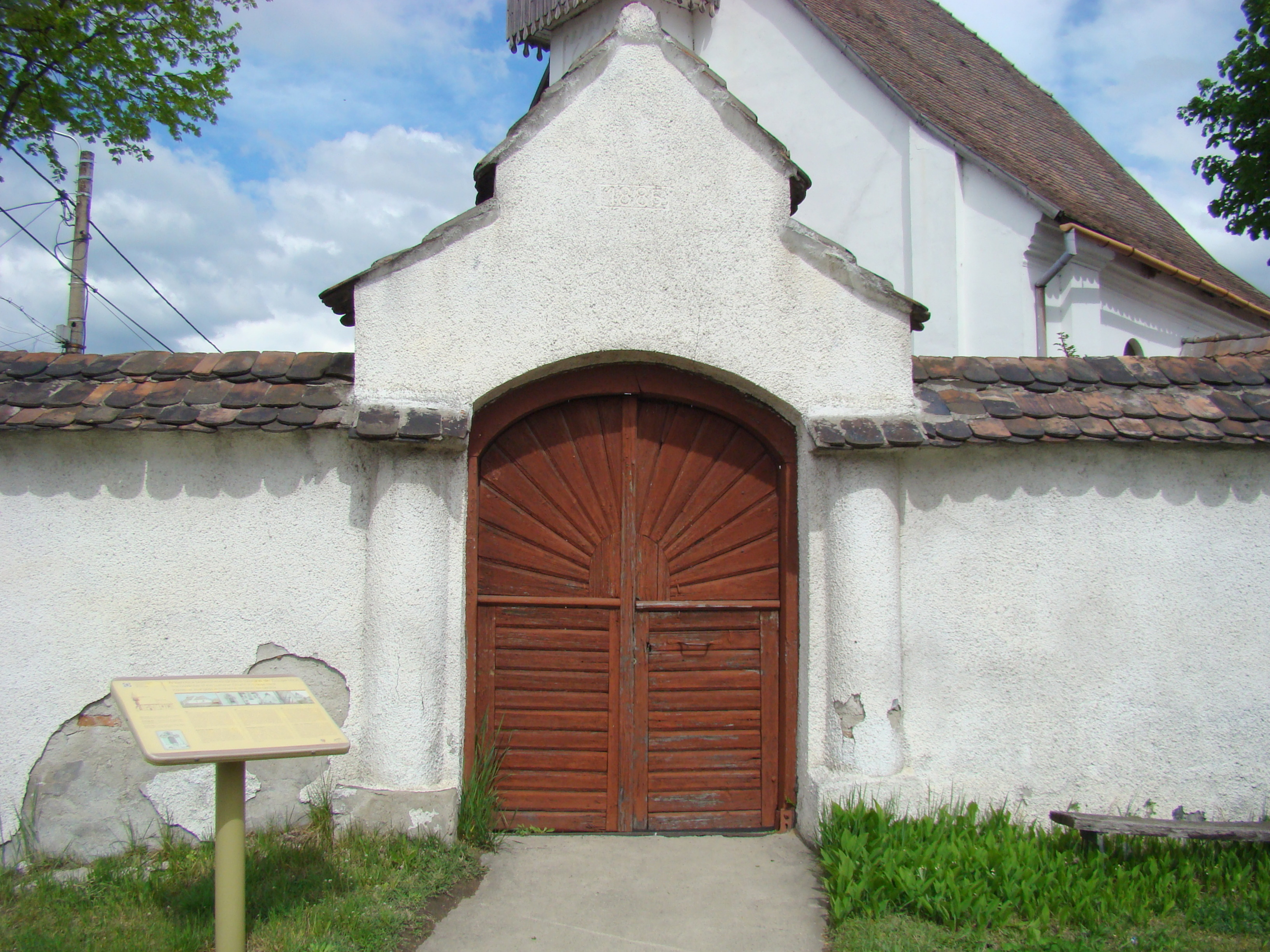
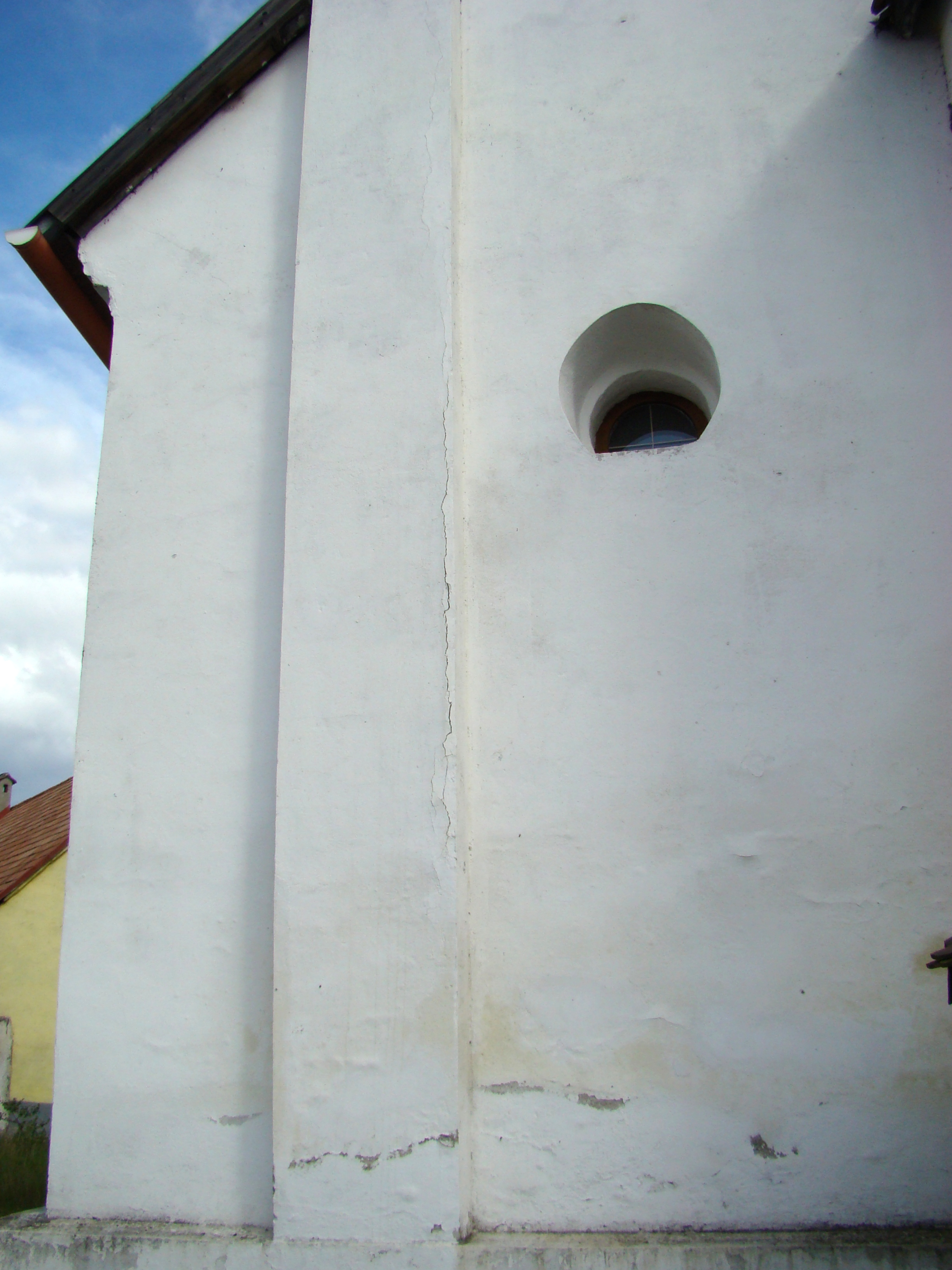
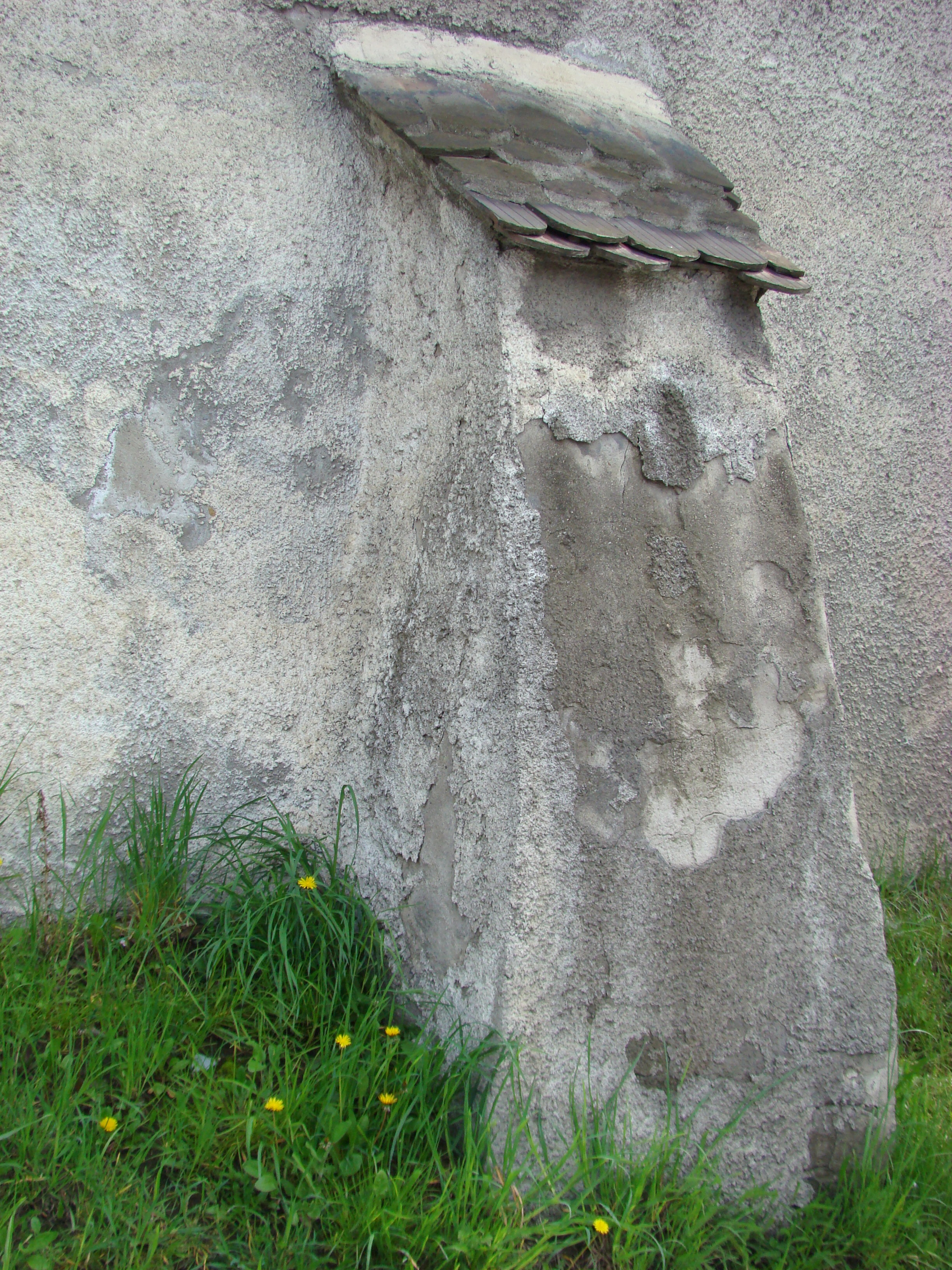
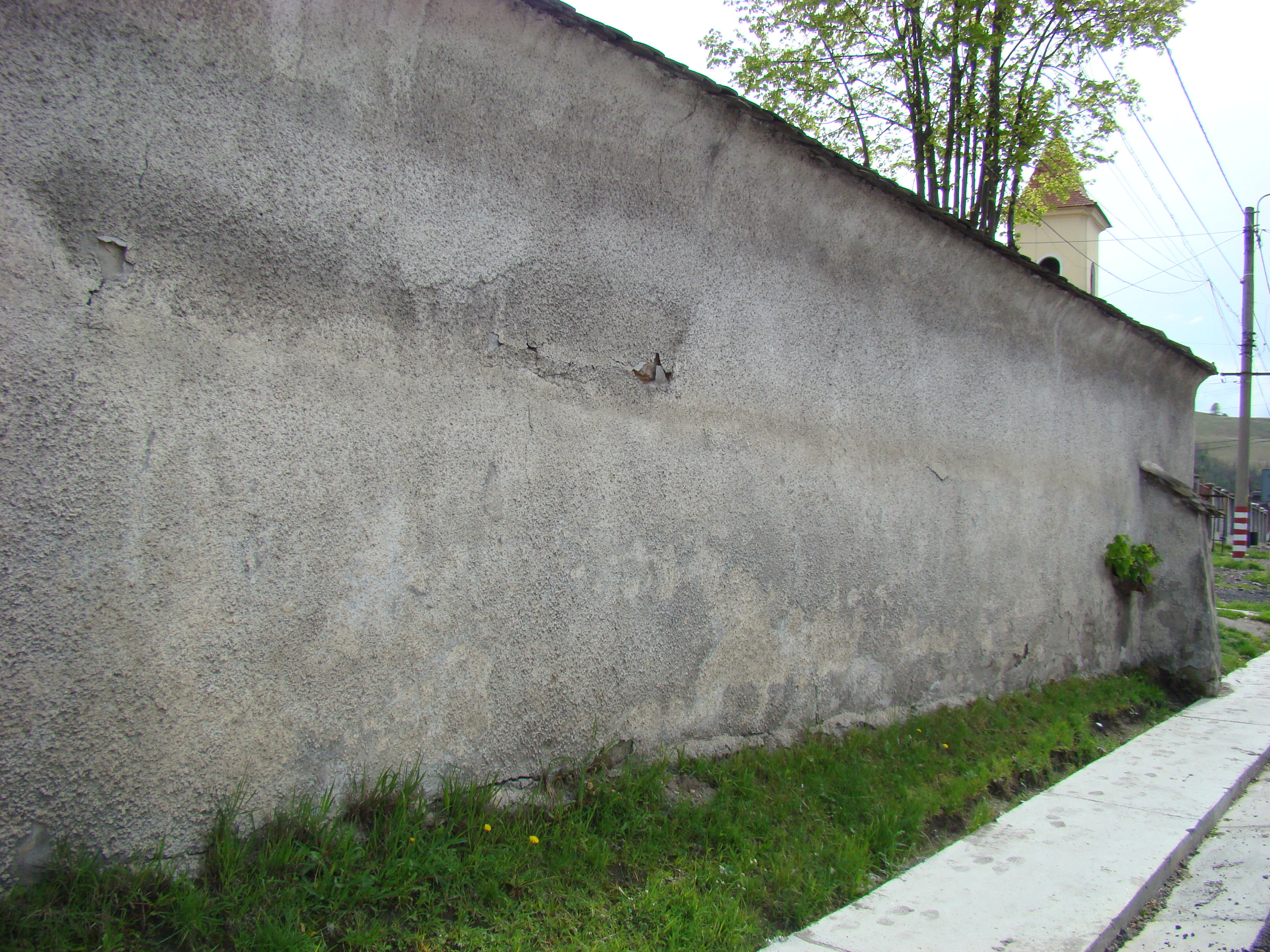

## Imagini din interior

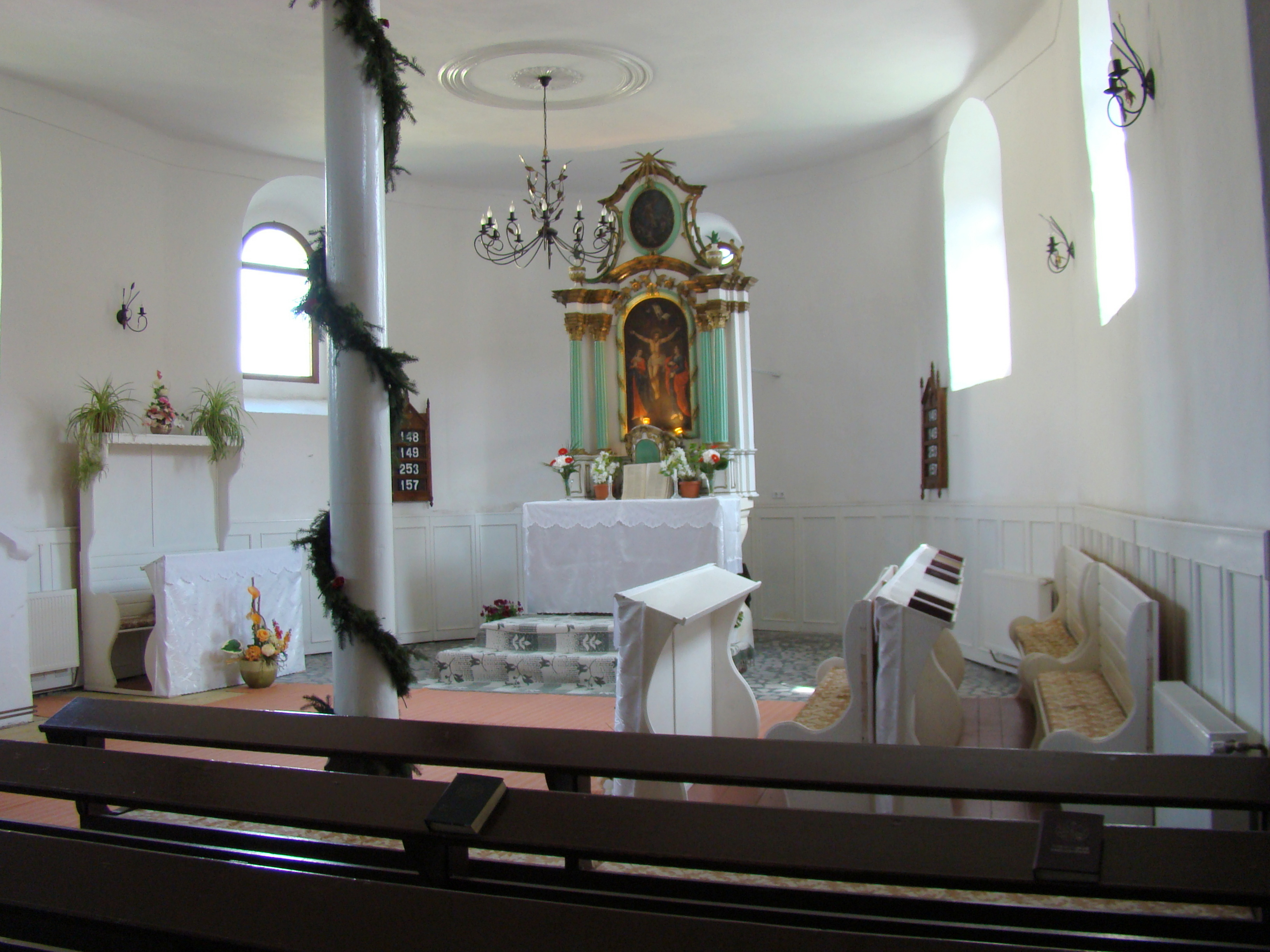
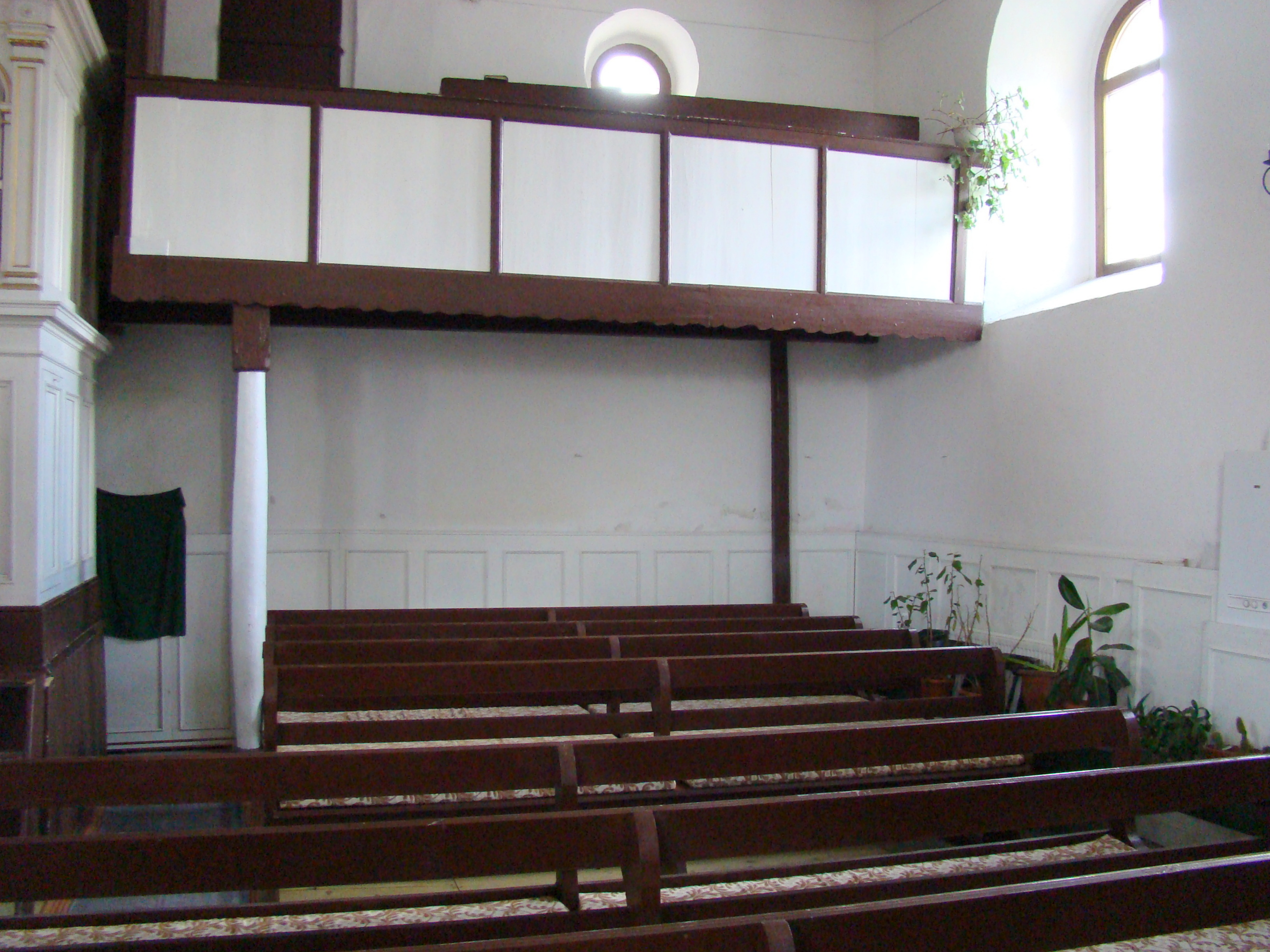
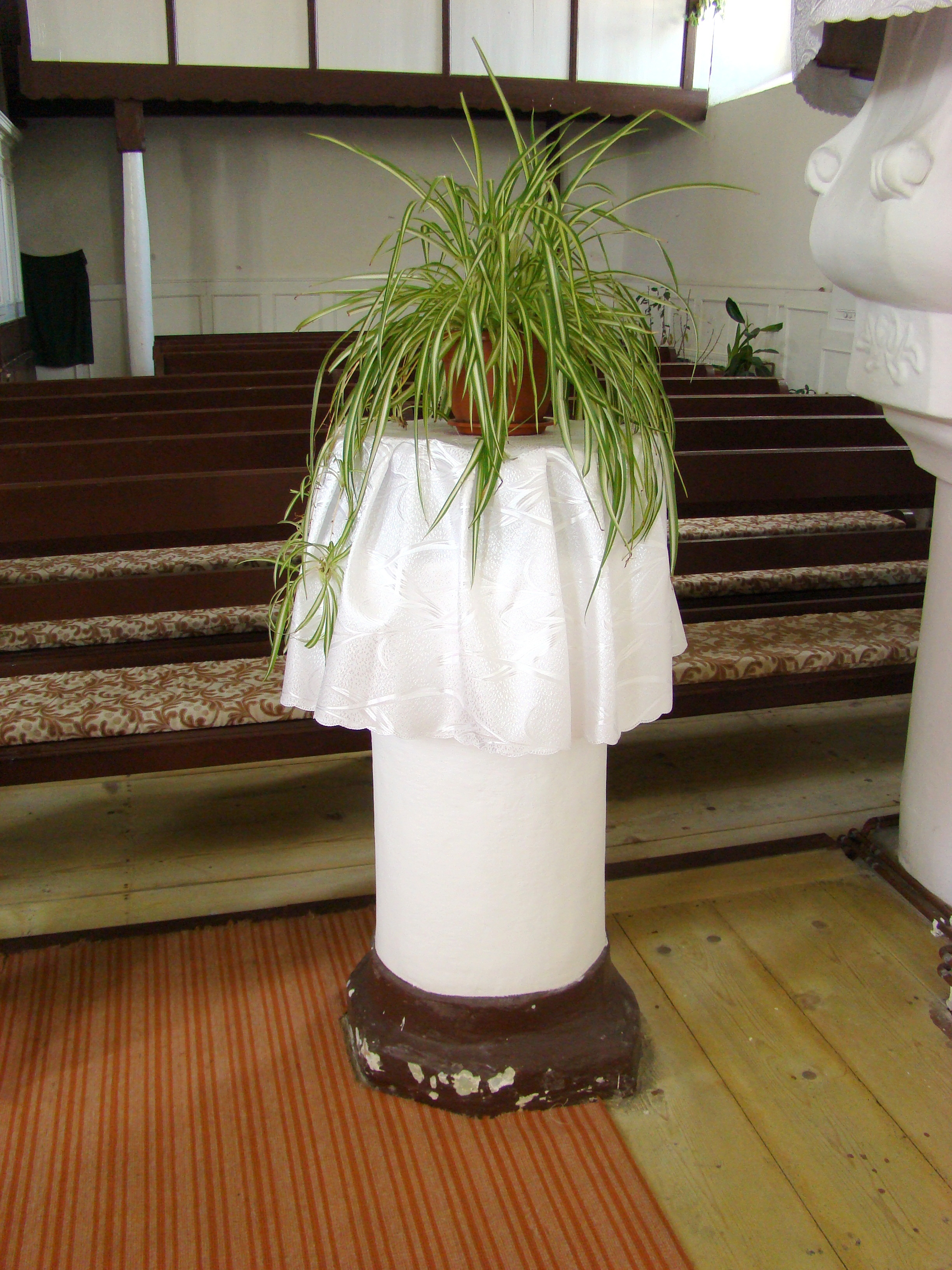
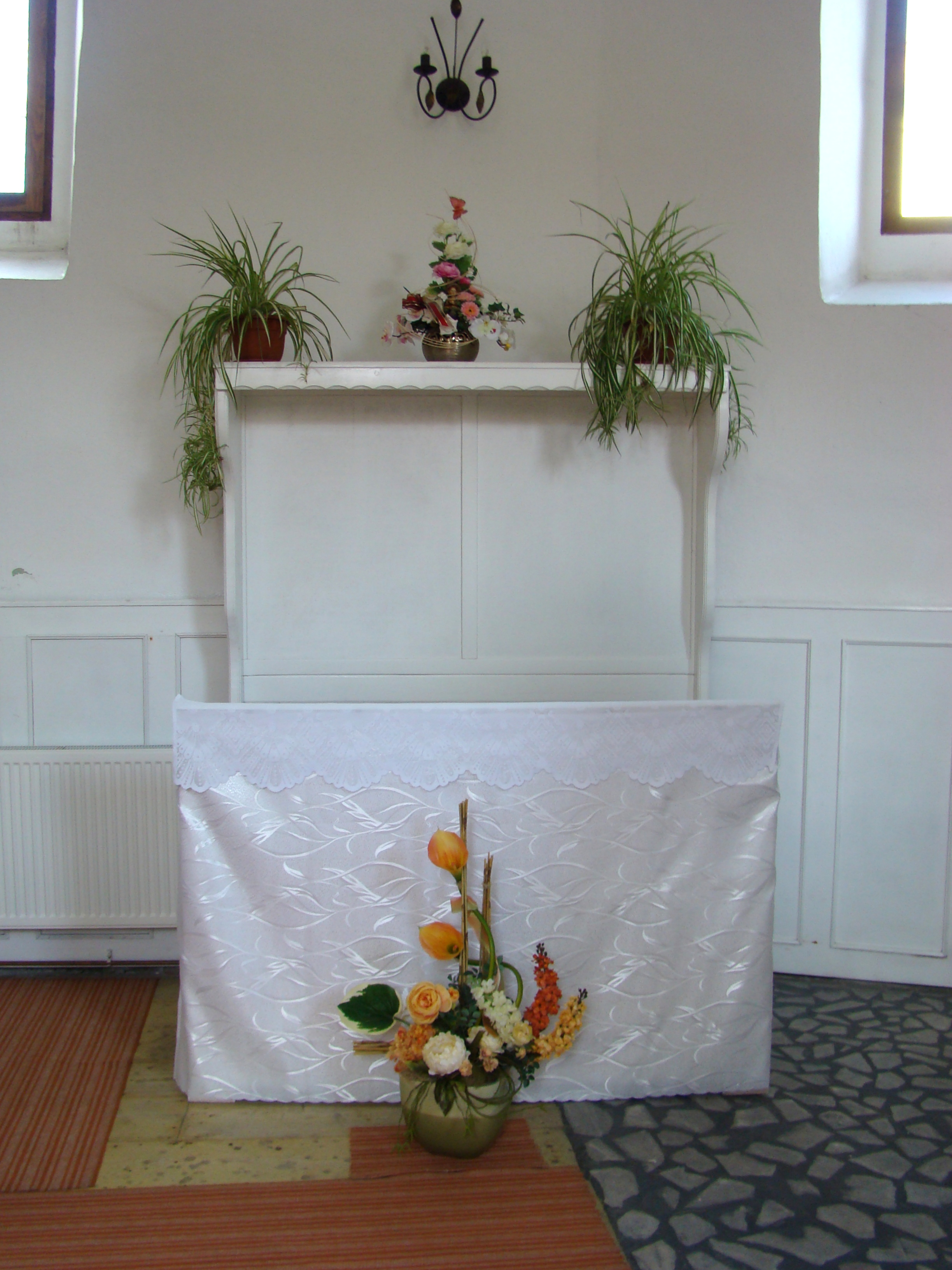
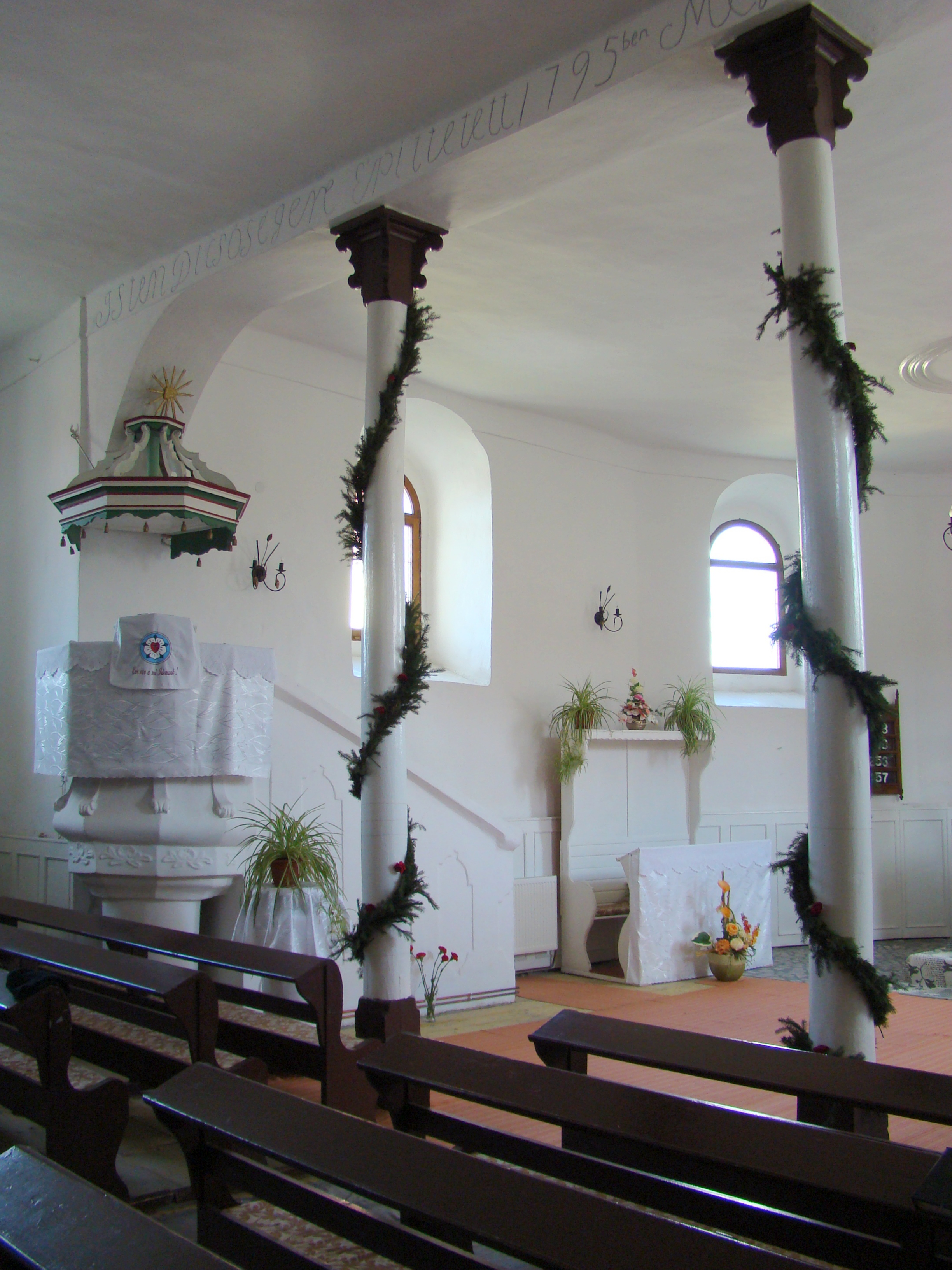
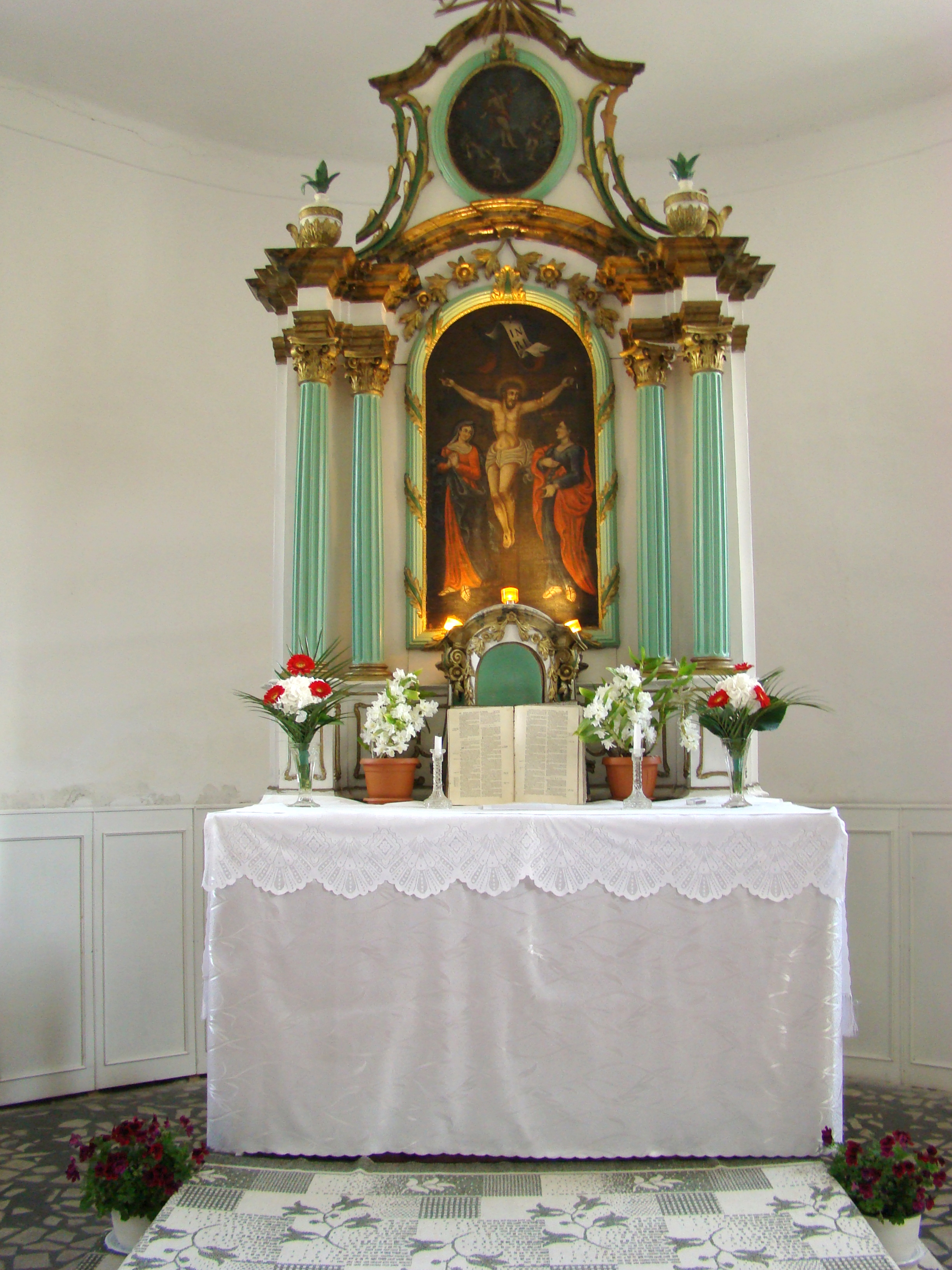
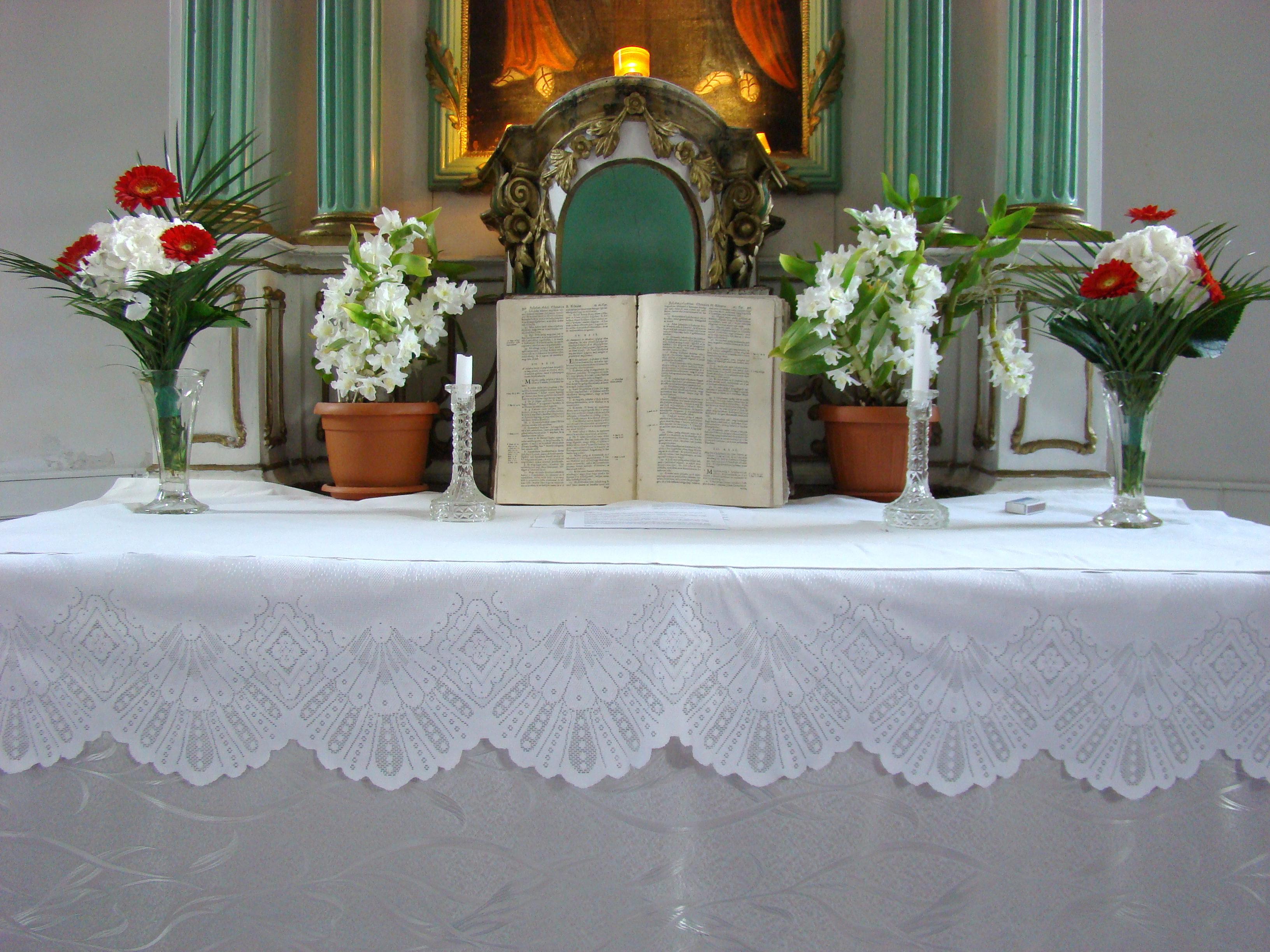
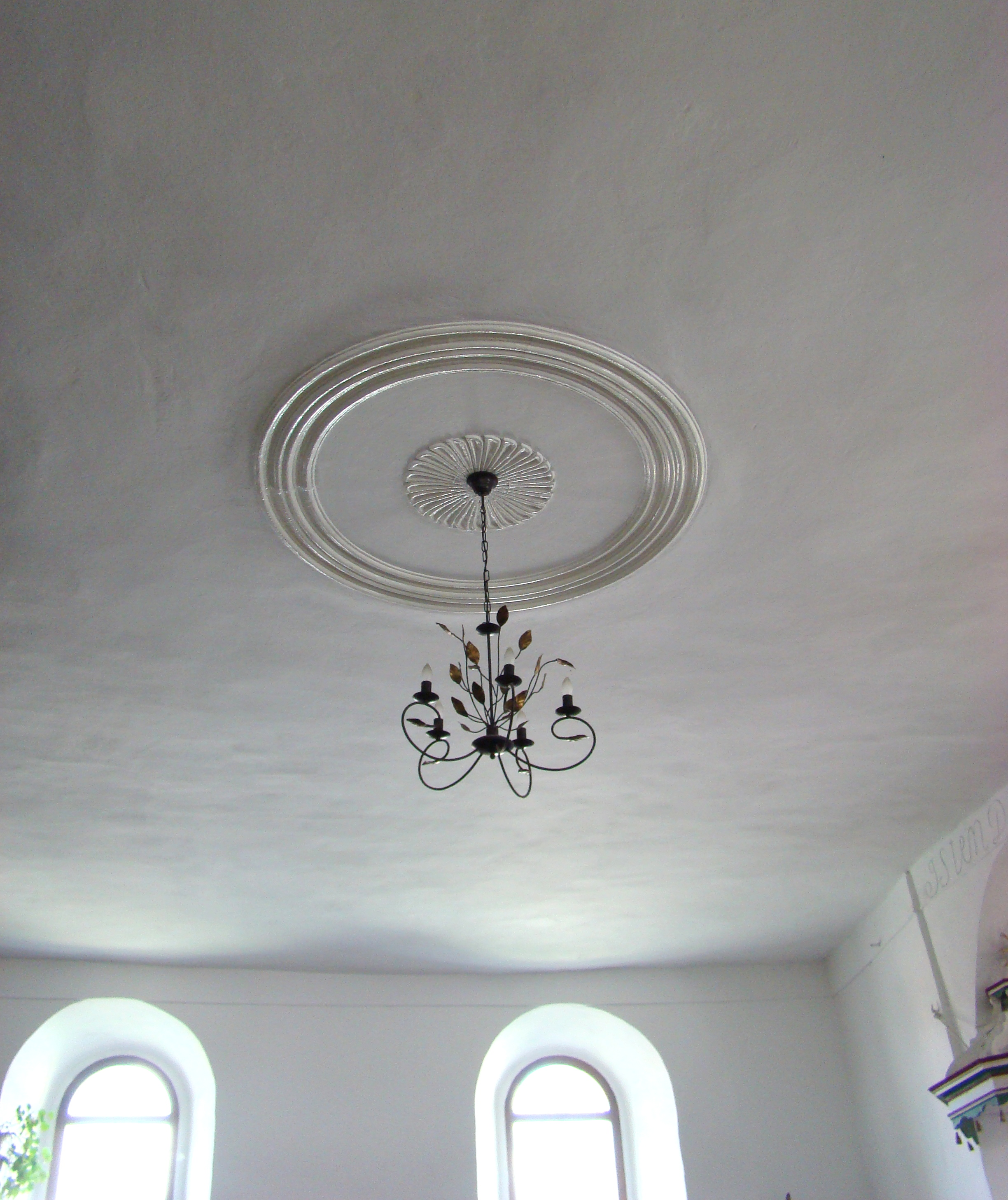
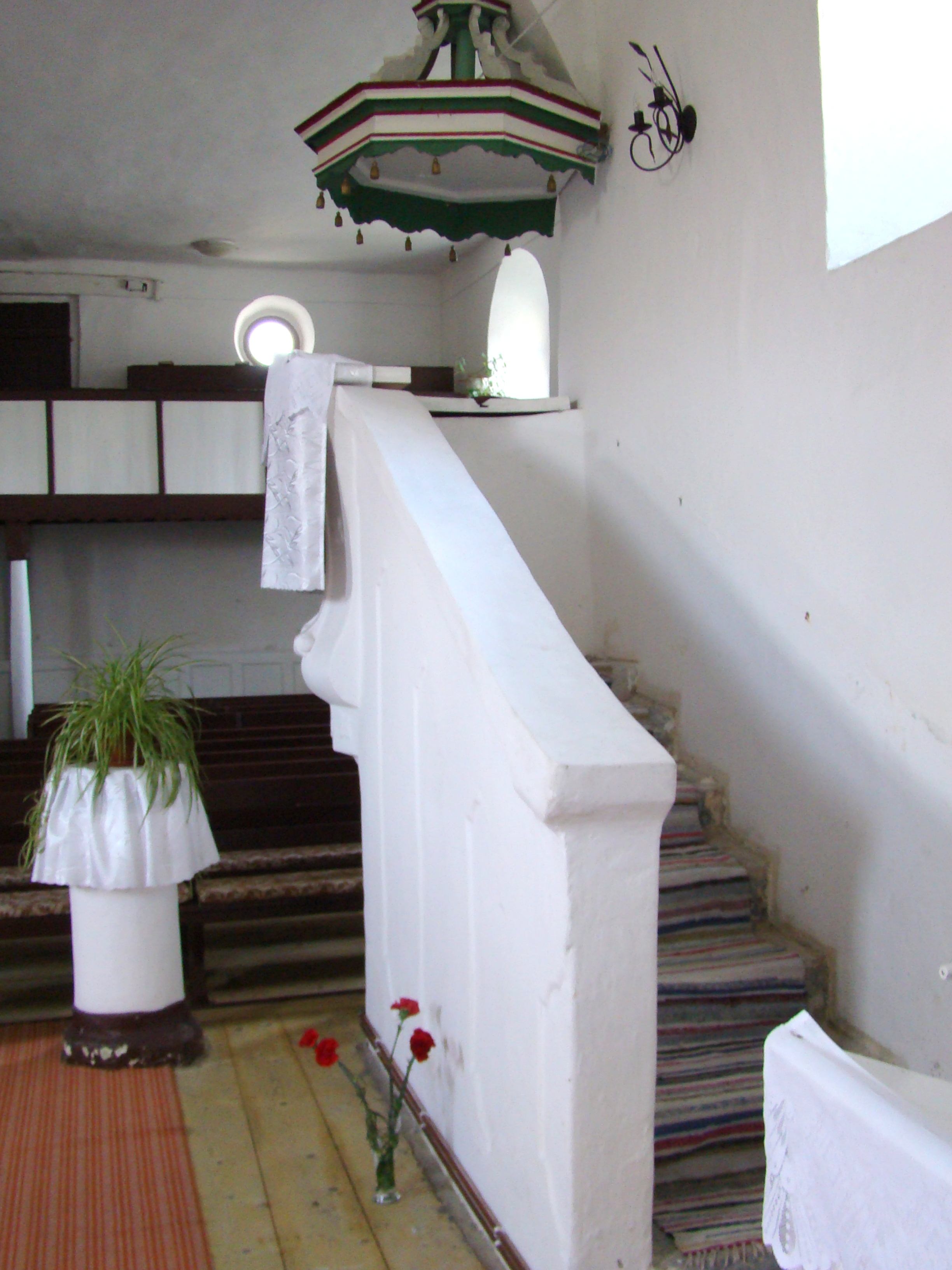
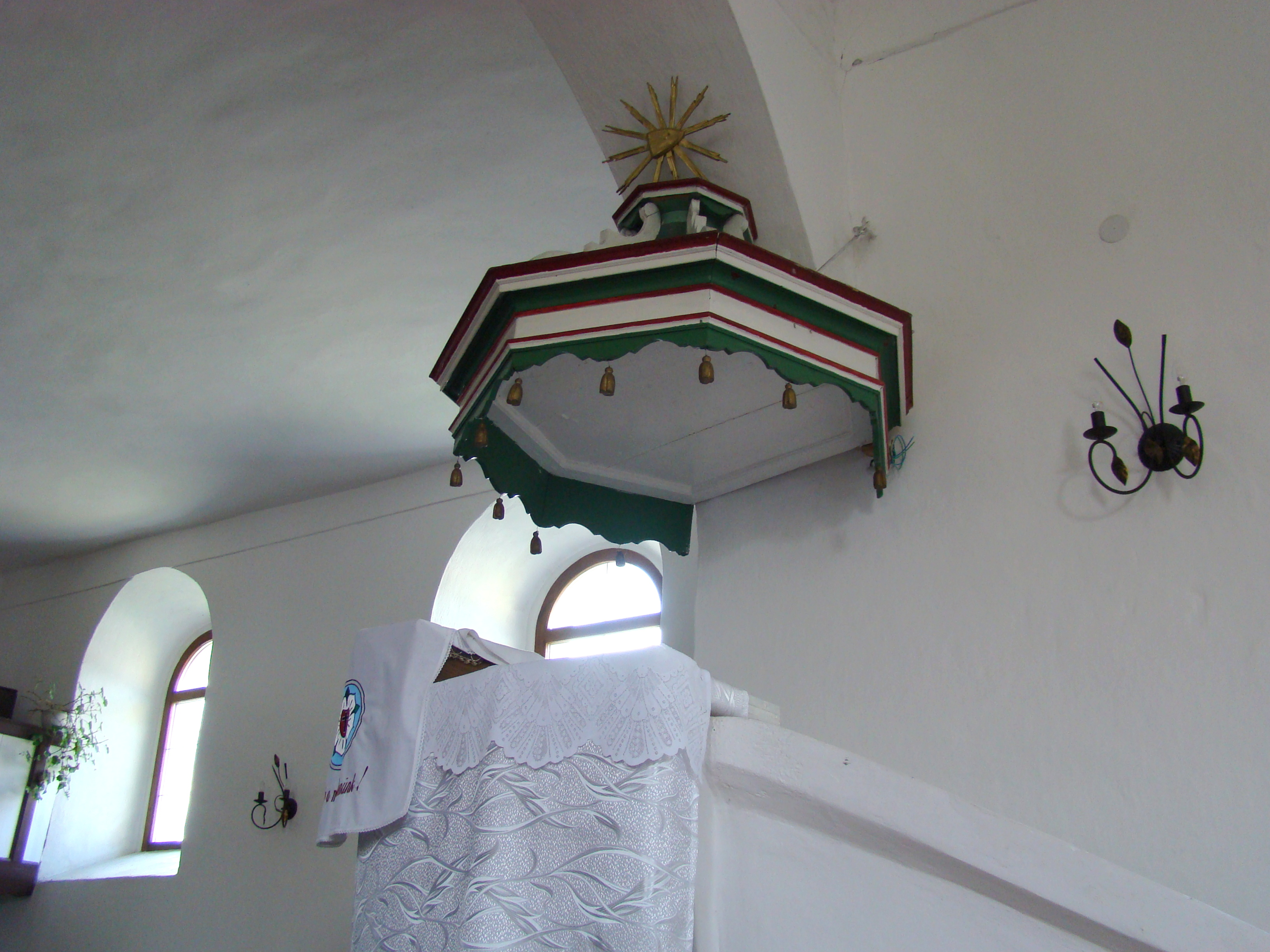
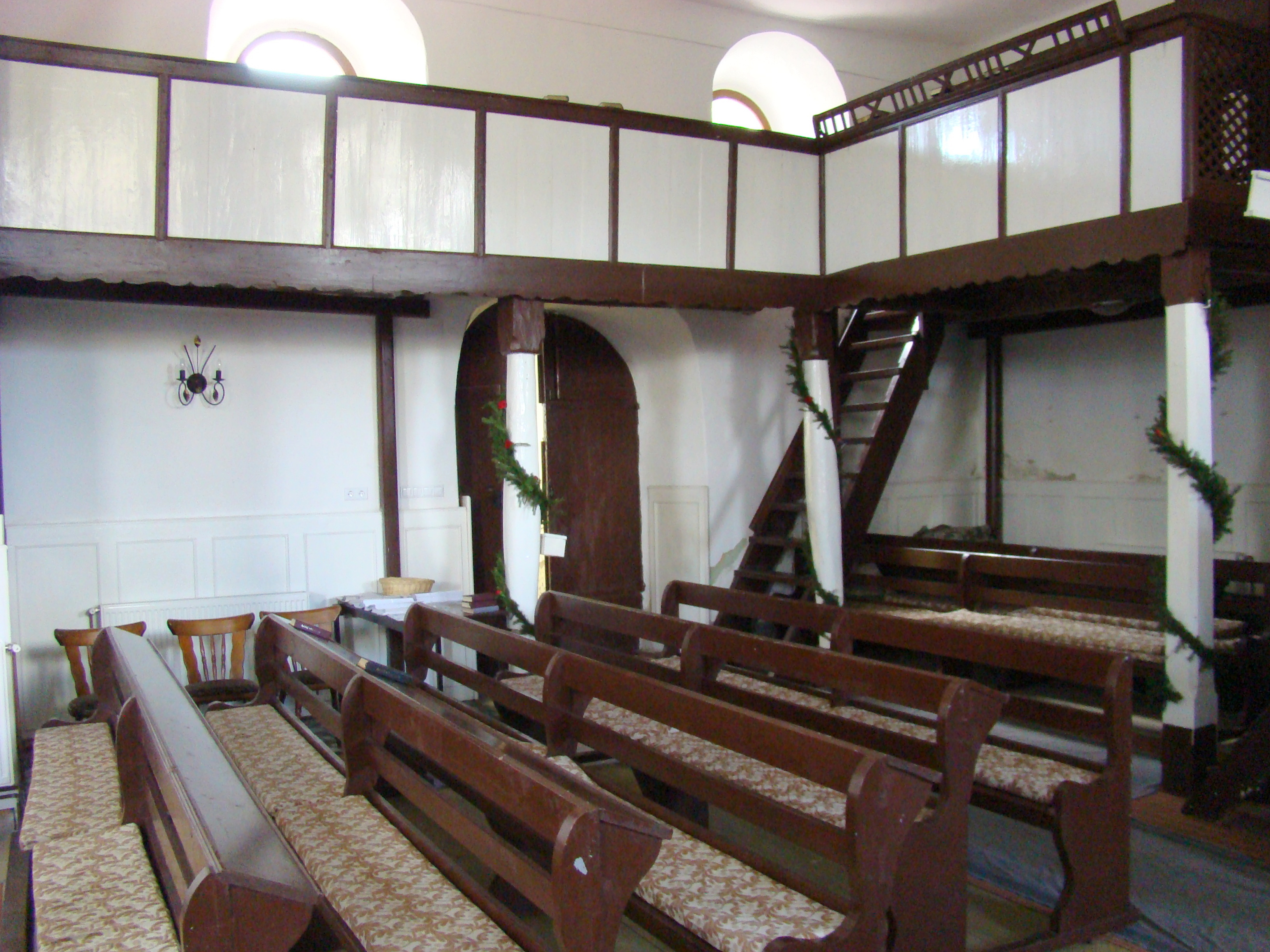
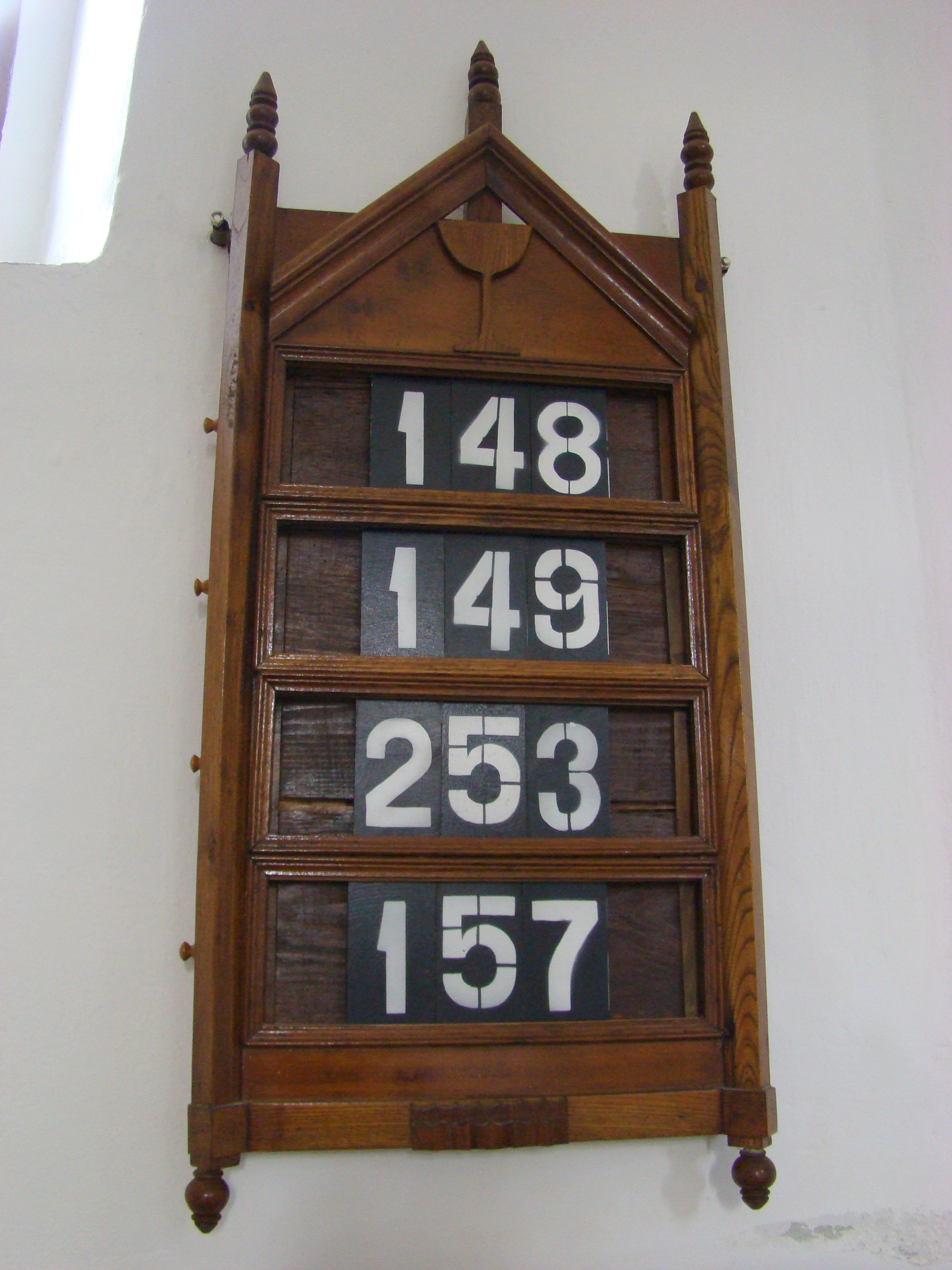
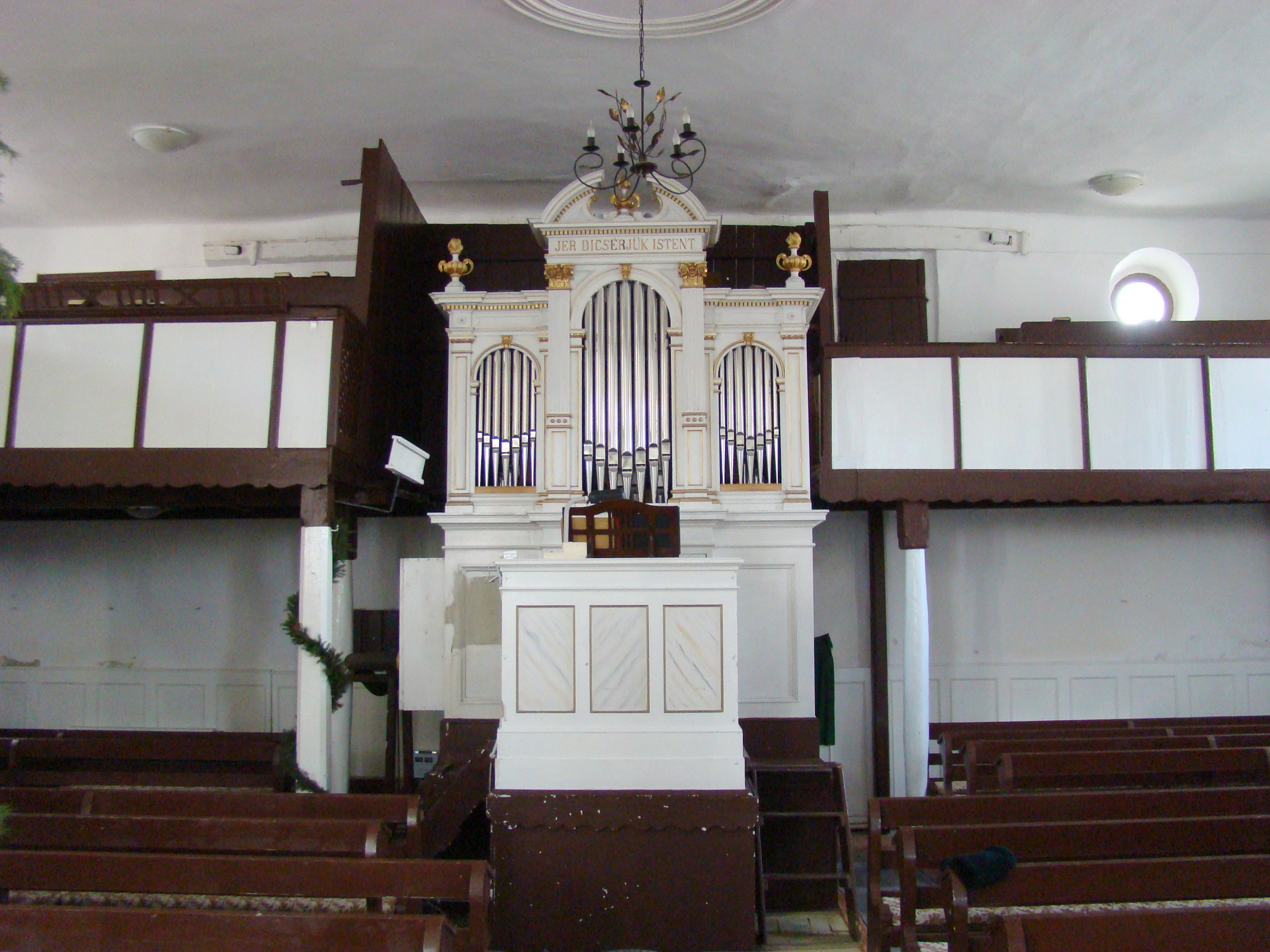
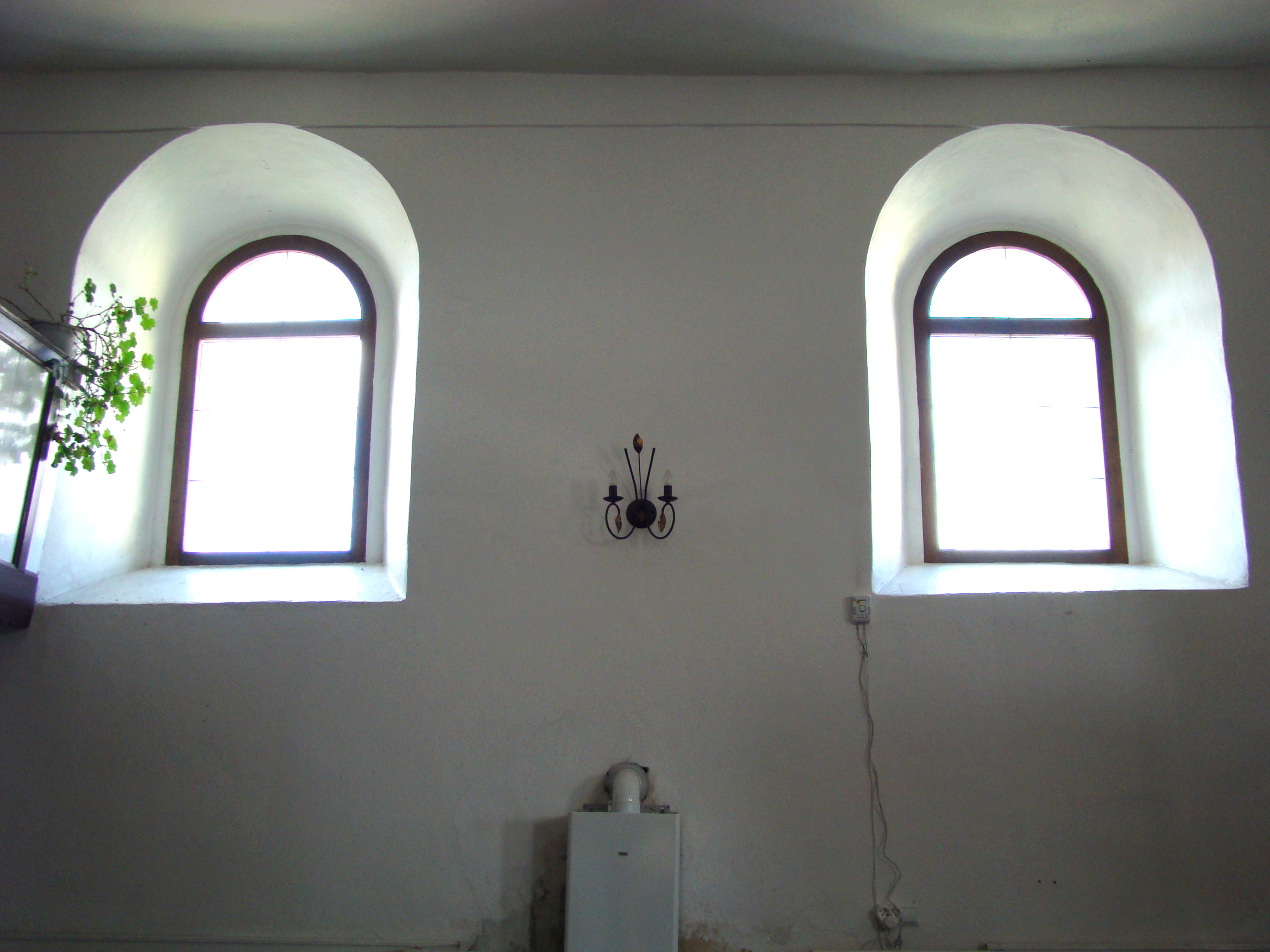
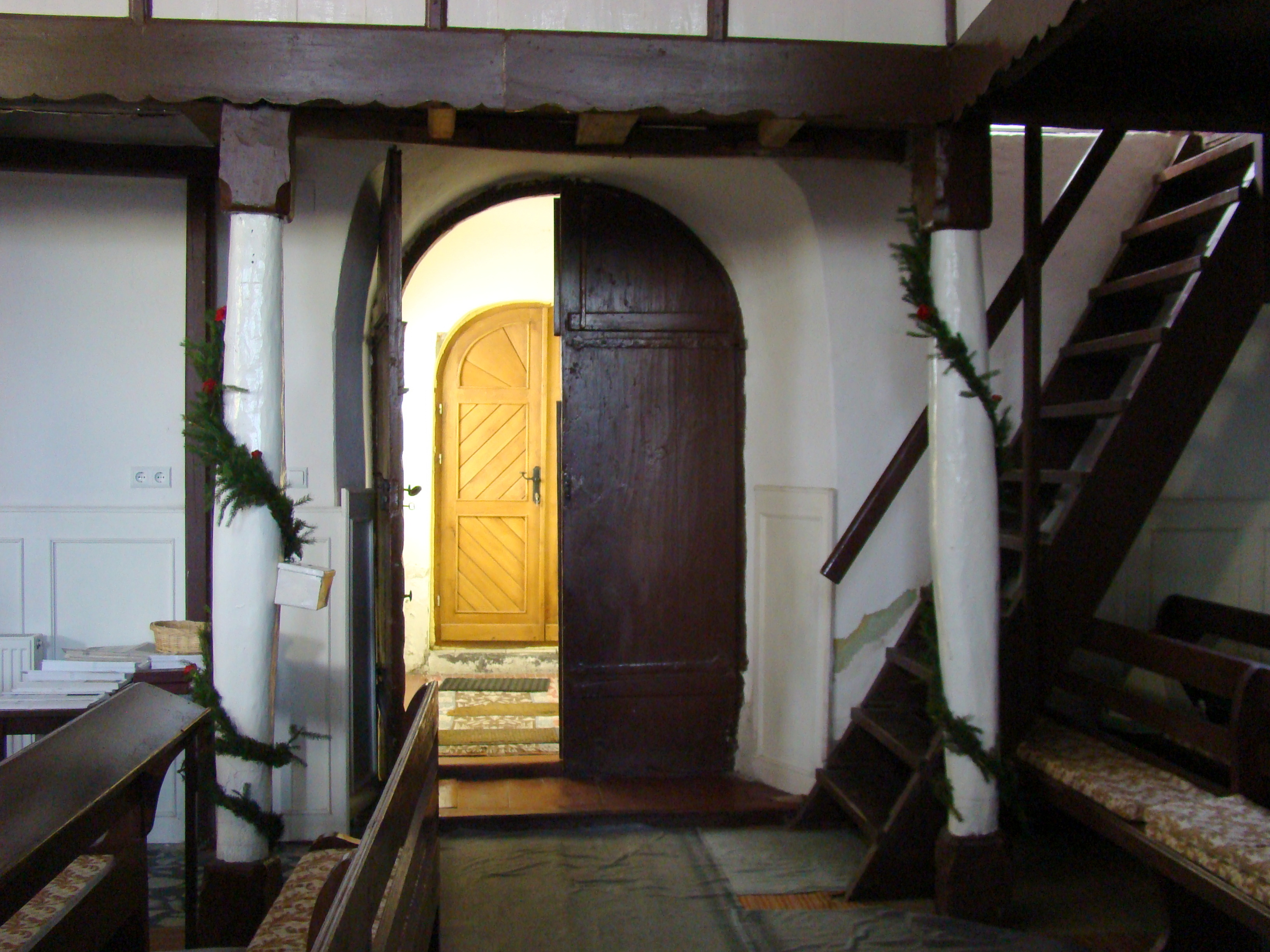